# Peugeot 208 I
Pour les articles homonymes, voir Peugeot 208.
La Peugeot 208 I est une automobile produite par le constructeur automobile français Peugeot pour succéder à la 207 sur le segment B. Elle est produite du 29 mars 2012 au 5 octobre 2019 (2020 au Brésil). Elle est remplacée par la Peugeot 208 II.
De 2013 à 2018,, elle est la deuxième voiture la plus vendue en France, derrière la Renault Clio IV, qu'elle finit par dépasser en 2019 (87 285 contre 80 079 exemplaires).

## Histoire

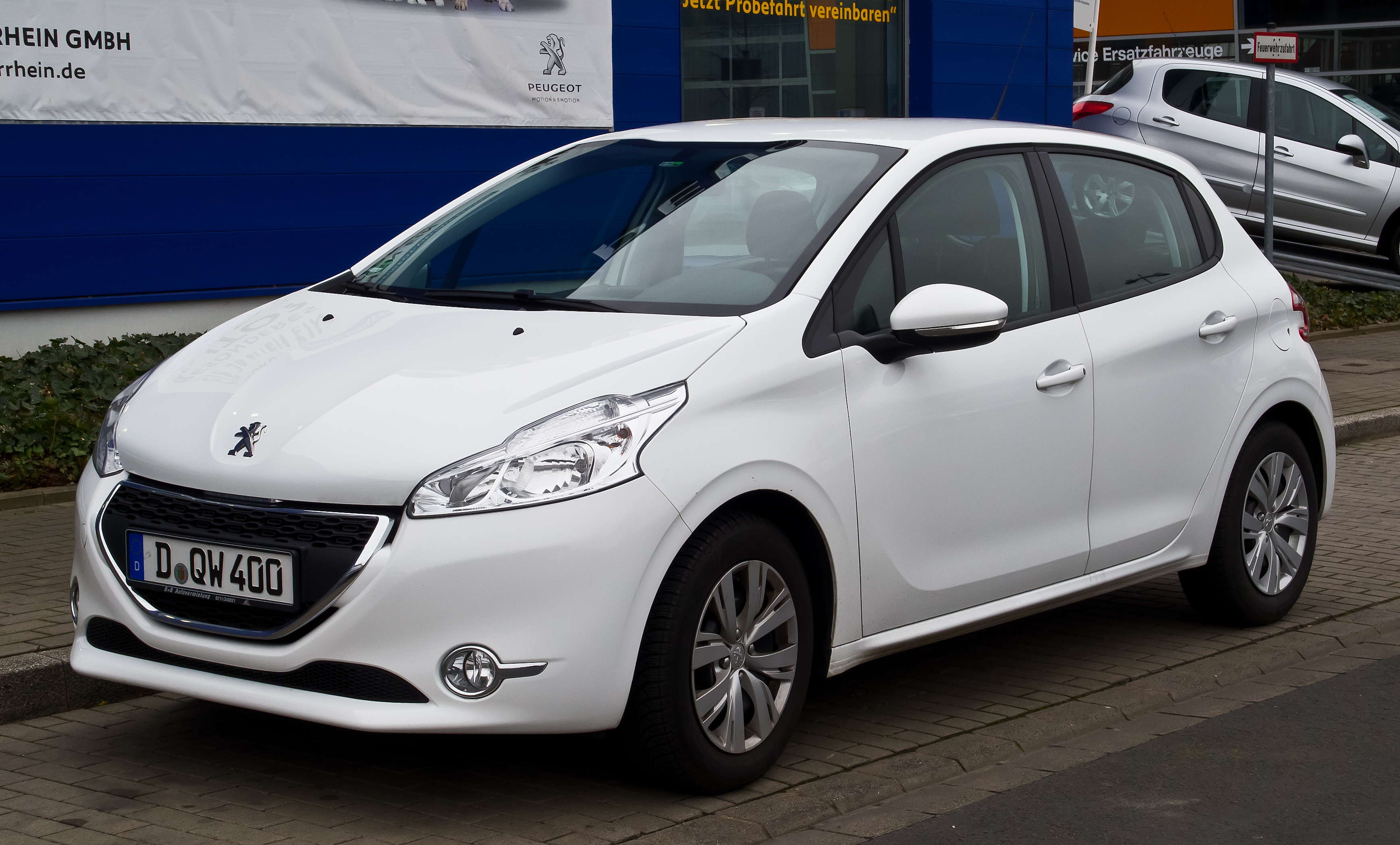
Peugeot 208 I phase 1 5 portes

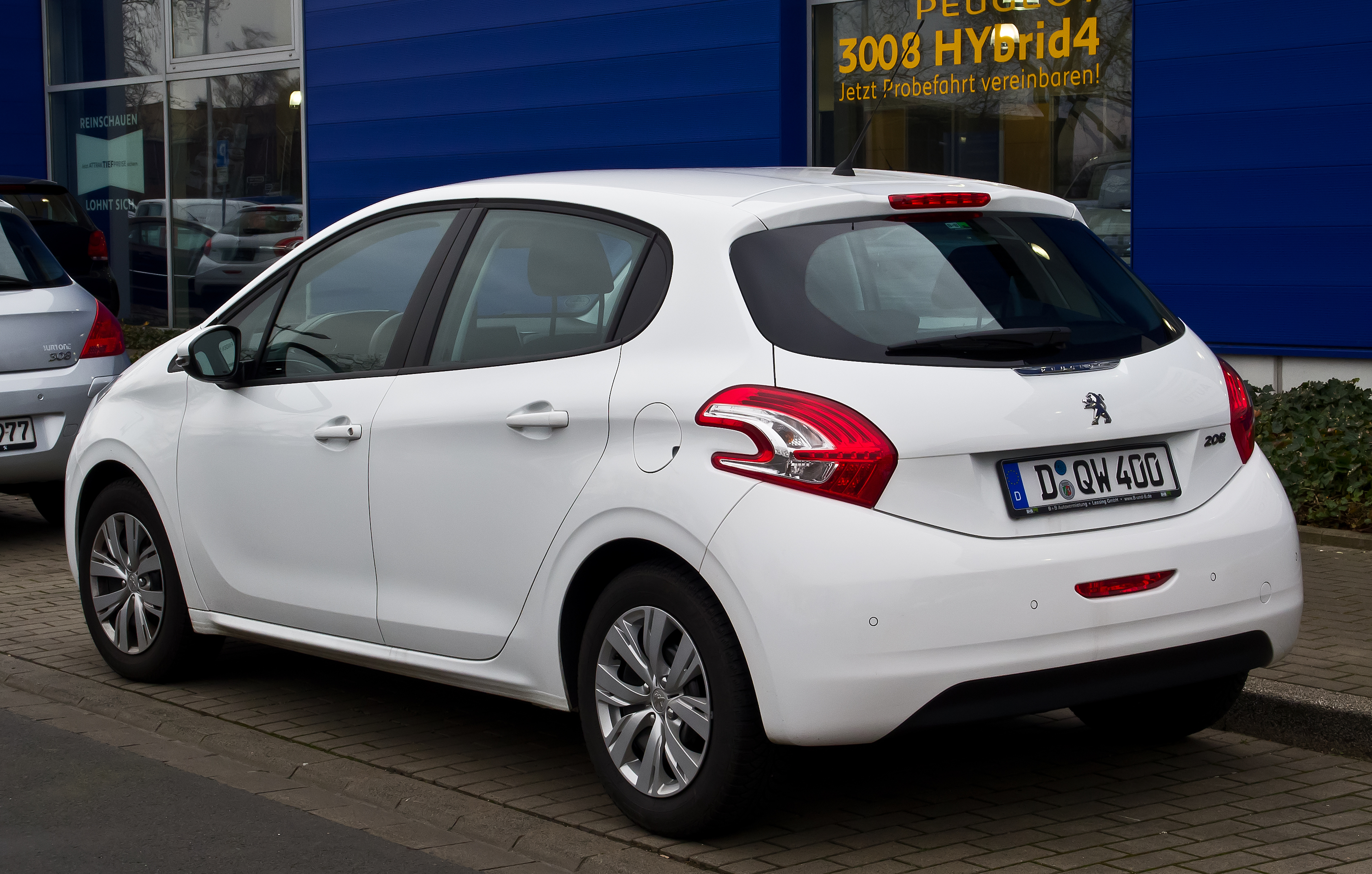
Peugeot 208 I phase 1 5 portes

Le projet 208 (nom de code « A9 ») a débuté à la fin 2007, les premières photos officielles de la 208 sont dévoilées le 2 novembre 2011 et la présentation du modèle dans le détail a lieu au Salon international de l'automobile de Genève en mars 2012, pour une commercialisation le 29 mars 2012. 
Présentée sous la forme de show cars lors du salon de Genève en 2012 (prototypes 208 XY et 208 GTi), la 208, sortie peu après, est à la fois plus légère, plus compacte et moins chère que la 207 qu'elle remplace. En effet, la 208 est plus courte de 7 cm, plus basse de 1 cm et surtout 110 kg plus légère en moyenne par rapport à la 207 (jusqu’à -173 kg avec une gamme qui débute à 975 kg). Pour l'Europe, cette voiture est fabriquée à Poissy, Mulhouse ainsi qu'à Trnava en Slovaquie. Ces gains sont accentués par une habitabilité sensiblement augmentée, avec un espace aux places arrière (5 cm aux genoux) et un coffre plus généreux (15 dm3 en volume). Mais, toutes les dimensions de la 208 sont plus importantes que la 206. Cette voiture, dessinée par l'équipe dirigée par le designer Pierre Authier, signe aussi la nouvelle génération du design Peugeot (calandre flottante, signature lumineuse à LED, feux arrière en boomerang, carrosserie sculptée). 
Elle est fabriquée au Brésil depuis janvier 2013 et y est lancée le 13 avril 2013. Ce modèle brésilien est destiné aux marchés du Mercosur.
Fin avril 2015, la 208 (en modèle 1.6 BlueHDi 79g) établit le record de consommation d’un véhicule de grande diffusion sur une longue distance, avec 2152 km parcourus pour 43 litres de gasoil, soit une moyenne de 2,0 L /100 km .

### Concept-cars

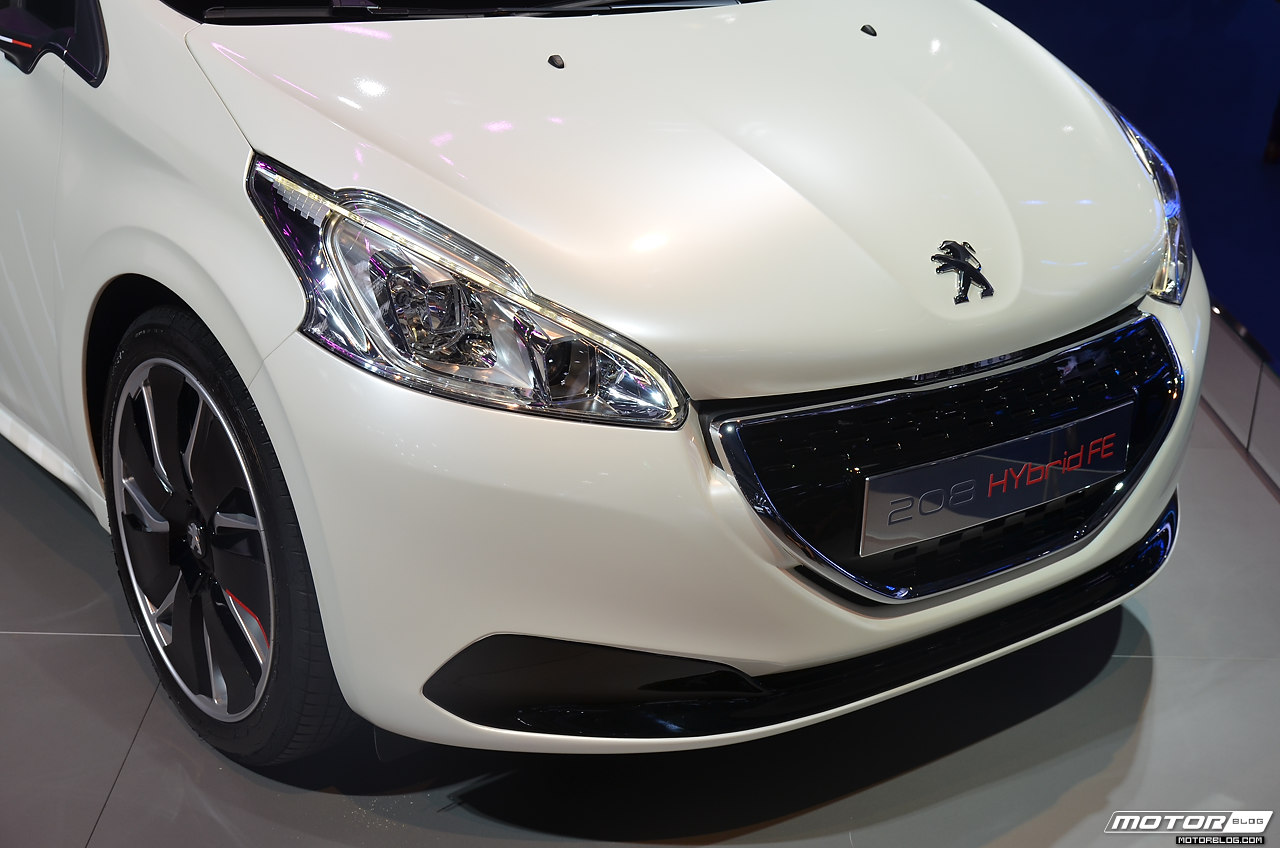
Face avant de la 208 HYbrid FE.

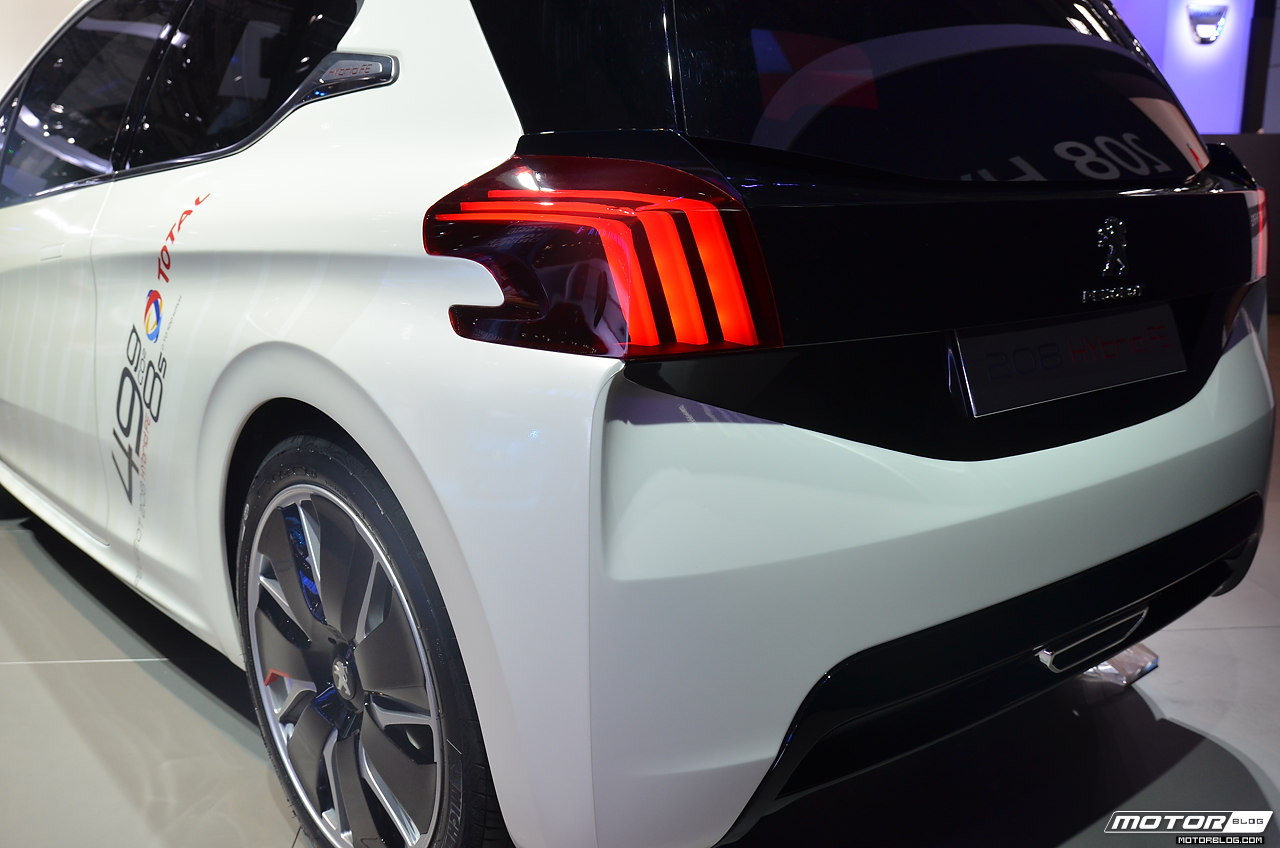
Face arrière de la Peugeot 208 HYbrid FE.

Peugeot présente au salon de l'automobile de Francfort 2013, le concept 208 Hybrid FE, préfigurant la version hybride essence/électrique de la 208 qui ne sera finalement pas commercialisée.
Au salon de l'automobile de São Paulo, Peugeot présente des versions conceptuelles nommée Pyrit et Kyanit des 208 et 2008. La 208 Pyrit se distingue de l'originelle par des couleurs de cuivre et noires mates, des feux diurnes, des clignotants à LED, des pots d'échappement et des jantes spécifiques tandis que le 2008 Kyanit se différencie du vrai 2008 par la coupe franche, une teinte bleue, des jantes de 18 pouces et aussi deux pots d'échappement.

### i-Cockpitet ergonomie
À l'intérieur, le conducteur regarde les compteurs non pas à travers le volant mais au-dessus de celui-ci de manière plus ergonomique. C'est cette disposition du tableau de bord que Peugeot nomme le i-Cockpit, dont la 208 a été le premier modèle de série à bénéficier.
Le volant est beaucoup plus petit, ce qui contribue à procurer une sensation d'agilité et de maniabilité. La 208 propose aussi un écran central tactile qui regroupe les commandes et permet de gagner en ergonomie et en simplicité d'utilisation[réf. nécessaire].

### Phase 2 (2015-2019)
Durant l'été 2015, Peugeot lance la version restylée de la 208. Celle-ci reçoit une calandre légèrement élargie, un bouclier modifié et une nouvelle signature lumineuse à l'arrière. Le fond des optiques avant peuvent recevoir, selon les versions, un fond noir. Le revêtement de planche de bord est également amélioré.
Mi-2018, Peugeot arrête la production des versions 3 portes de la 208, ainsi que la version GTi (disponible uniquement en 3 portes).
La production de la 5 portes en Europe prend fin en 2019. La première génération est alors totalement remplacée par la 208 II.

Au Brésil, la production se poursuit jusqu'en mars 2020,, année lors de laquelle la 208 II commence à être assemblée à l'usine de Buenos Aires, en Argentine.  

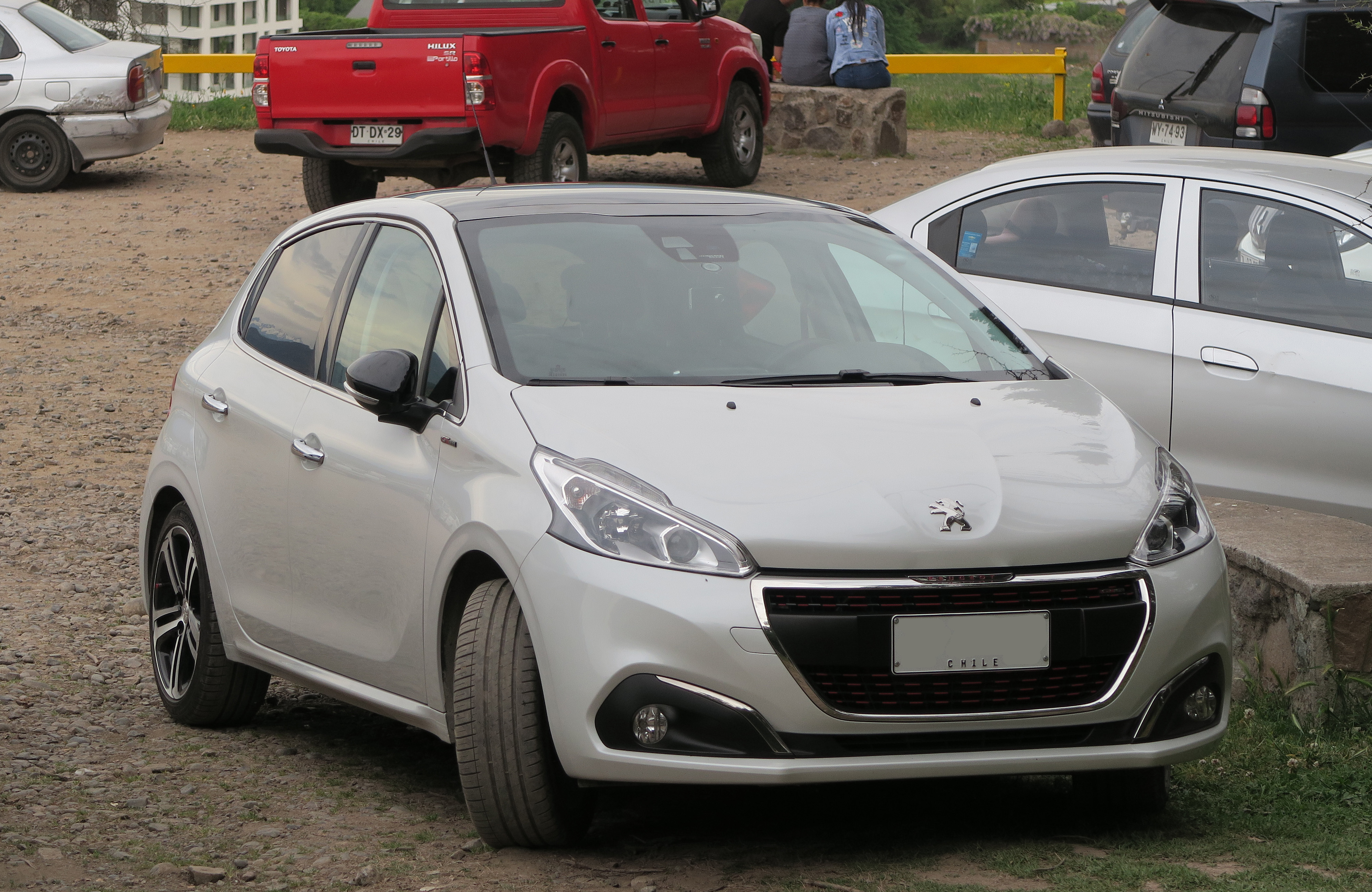
Finition GT Line
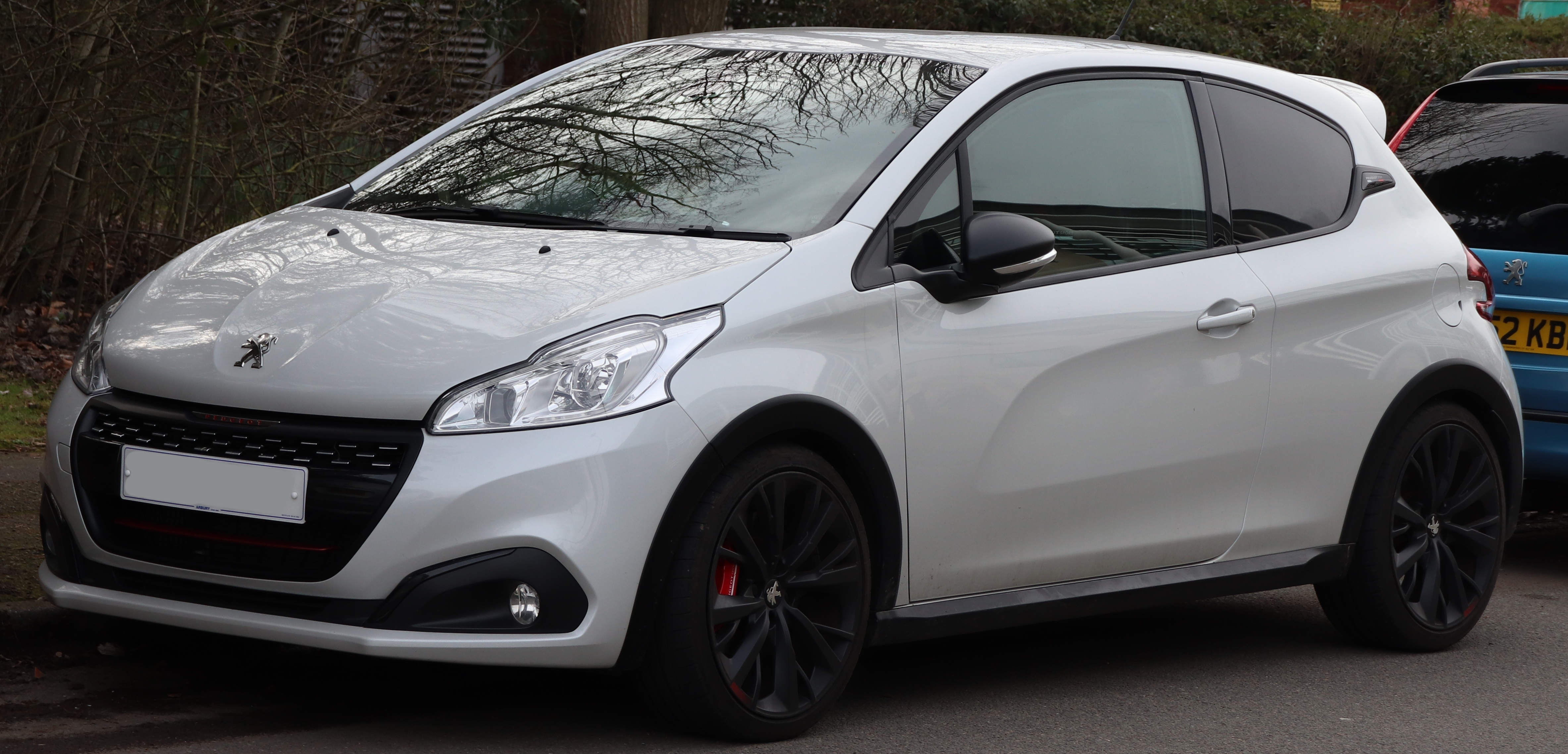
Version GTi
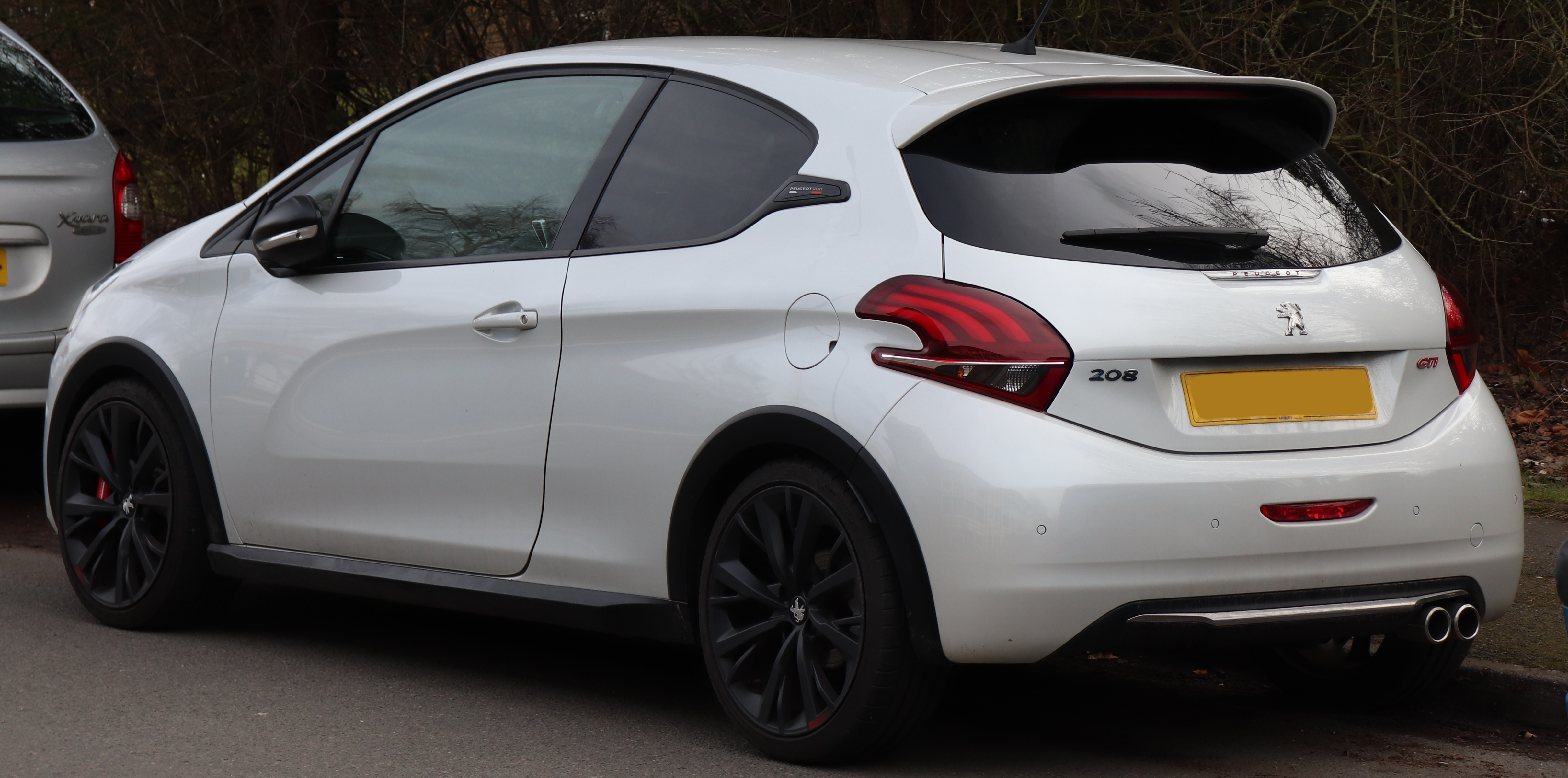
Version GTi
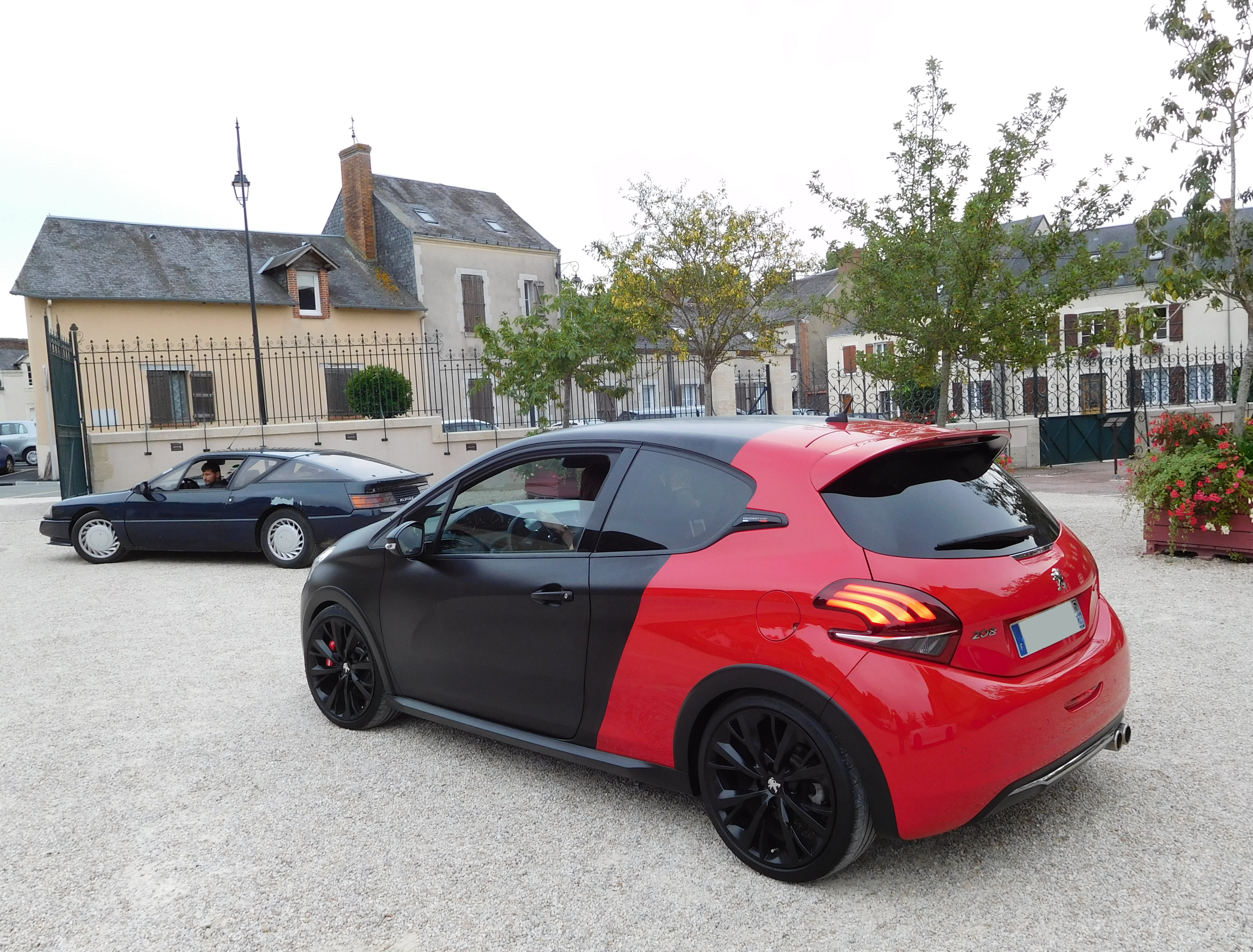
Version GTi 30th by Peugeot Sport avec option Coupe Franche
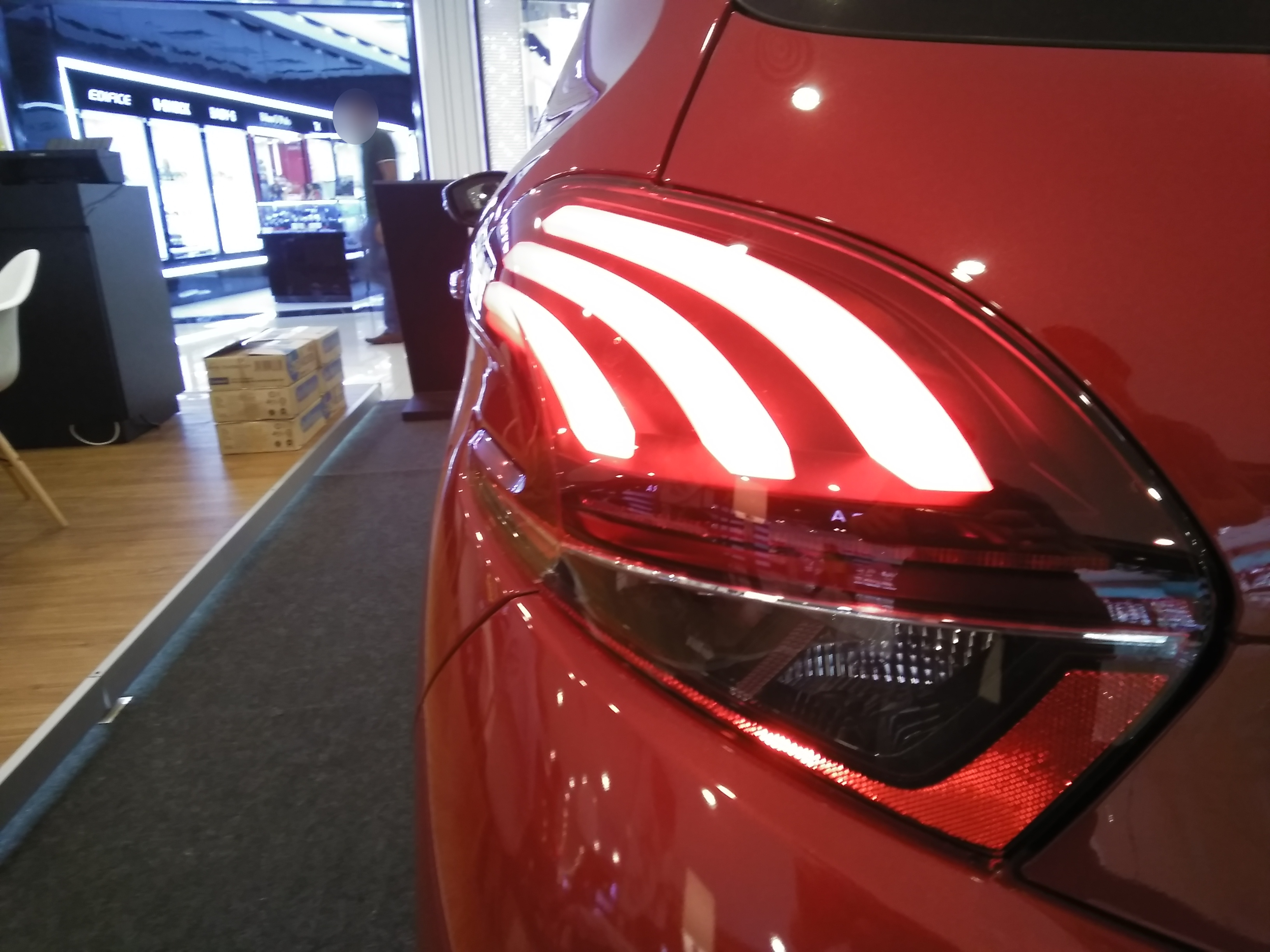
Détail du feu arrière

## Production et ventes
La Peugeot 208 est produite sur quatre sites différents :
- Poissy (France)
- Trnava (Slovaquie) - 1 275 058 exemplaires produits[19]
- Porto Real (Brésil)[20]
- Oran (Algérie)

Le graphique ci-dessous représente le nombre de 208 vendues en tant que voitures particulières en France durant toutes les années de sa carrière.
Le graphique qui aurait dû être présenté ici ne peut pas être affiché car il utilise l'ancienne extension Graph, désactivée pour des questions de sécurité. Des indications pour créer un nouveau graphique avec la nouvelle extension Chart sont disponibles ici.

## Caractéristiques techniques
Le réservoir contient 50 litres de carburant.
| Moteur               | Cylindrée (en cm3) | Puissance maximale en ch DIN (kW) à tr/min | Couple maximal N m à (tr/min) | Vitesse maximale (en km/h) | 0 à 100 km/h (en secondes) | Consommation mixte (en l/100 km) | Rejets de CO2 (en g/km) | Dates de commercialisation (Année) |
| -------------------- | ------------------ | ------------------------------------------ | ----------------------------- | -------------------------- | -------------------------- | -------------------------------- | ----------------------- | ---------------------------------- |
| Essence              |                    |                                            |                               |                            |                            |                                  |                         |                                    |
| 1.0 PureTech         | 999                | 68 ch (50) à 6 000                         | 95 à 3000                     | 163                        | 14                         | 4,3                              | 99                      | 2012 - 2016                        |
| 1.2 PureTech         | 1199               | 68 ch (50) à 5 750                         | 106 à 3000                    | 165                        | 13,8                       | 4,7                              | 108                     | 2016 -                             |
| 1.2 PureTech         | 1199               | 82 ch (60) à 5 750                         | 118 à 2750                    | 175 [175] (178)            | 12,2 [12.2] (14.5)         | 4.5 (4,2)                        | 104 [99](97)            | 2012 -                             |
| 1.5 VTi              | 1449               | 93 ch (68) à 5 500                         | 142 à 3000                    | 181                        | 10,9                       | Non communiqué                   | Non communiqué          | 2012 -                             |
| 1.4 VTi (Existe GPL) | 1397               | 95 ch (70) à 6000                          | 136 à 4000                    | 188                        | 10,5                       | 5.6                              | 129                     | 2012 - 2015                        |
| 1.2 PureTech         | 1199               | 110 ch (80) à 5 000                        | 205 à 1 500                   | 190 (194)                  | 9.6 (9.8)                  | 4.5 (4.5)                        | 103 (104)               | 2015 -                             |
| 1.6 VTi              | 1598               | 120 ch (90) à 6000                         | 160 à 4250                    | 190                        | 9,9                        | 5,8                              | 134                     | 2012 - 2015                        |
| 1.6 VTi              | 1587               | 122 ch (91) à 5800                         | 164 à 4000                    | 198 (191)                  | 9,7 (10.7)                 | Non communiqué                   | Non communiqué          | 2012 - 2015                        |
| 1.6 THP              | 1598               | 156 ch (115) à 6000                        | 240 à 1400                    | 215                        | 7,3                        | 5,8                              | 135                     | 2012 - 2015                        |
| 1.6 THP              | 1598               | 165 ch (121) à 6000                        | 240 à 1400                    | 218                        | 7.4                        | 5.6                              | 129                     | 2015 -                             |
| 1.6 THP              | 1598               | 200 ch (150) à 5800                        | 275 300 à 1700                | 230                        | 6.8                        | 5,9                              | 139                     | 2012 - 2015                        |
| 1.6 THP              | 1598               | 208 ch (153) à 5800                        | 300 à 1700                    | 230                        | 6.5                        | 5.4                              | 125                     | 2014 -                             |
| Diesel               |                    |                                            |                               |                            |                            |                                  |                         |                                    |
| 1.4 e-HDi/HDi        | 1397               | 68 ch à 4000                               | 160 à 1750                    | 165                        | 13,5 (16.2)                | 3,4                              | 87/98                   | 2012 - 2015                        |
| 1.6 HDi              | 1560               | 75 ch à 3500                               | 185 à 1750                    | 169                        | 13.5                       | 4.3                              | Non communiqué          | 2012 -2015                         |
| 1.6 BlueHDi          | 1560               | 75 ch à 3500                               | 230 à 1750                    | 171 [171]                  | 13.3 [13.3]                | 3.5 [3]                          | 90 [79]                 | 2015 -                             |
| 1.6 e-HDi/HDi        | 1560               | 92 ch à 4000                               | 230 à 1750                    | 185 (183)                  | 10,9 (11.8)                | 3,8 [3.5] (3.3)                  | 98 [90](85)             | 2012 - 2015                        |
| 1.6 BlueHDi          | 1560               | 100 ch à 3500                              | 254 à 1750                    | 187 [187]                  | 10.7 [10.7]                | 3.4 [3.0]                        | 87 [79]                 | 2015 -                             |
| 1.6 e-HDi            | 1560               | 115 ch à 3600                              | 270 à 1750                    | 190                        | 9,7                        | 3,8                              | 99                      | 2012 - 2015                        |
| 1.6 BlueHDi          | 1560               | 120 ch à 3500                              | 300(320) à 1750               | 190                        | 9.4                        | 3.6                              | 94                      | 2015 -                             |

(): BVA
[]: TBC=Très basse consommation

## Évolutions de la gamme (marché européen)

### 2012
Lancement de la Peugeot 208.
Essence
- Lancement du 1.0 PureTech 68 (moteur EB).
- Lancement du 1.2 PureTech 82 (moteur EB).

- Le 1.4 VTi 95 qui équipait la Peugeot 207 est disponible (pour certains marchés européens dont la Belgique).
- Le 1.6 VTi 120 qui équipait la Peugeot 207 est disponible.
- Le 1.6 THP 155 qui équipait la Peugeot 207 est disponible.
- Lancement de la version GTi équipée du 1.6 THP 200, ce moteur équipe également la Peugeot 308 I GTi et la Citroën DS4.

Diesel
- Le 1.4 HDi 68 qui équipait la Peugeot 207 est disponible, une version e-HDi est également lancée.
- Le 1.6 HDi 92 qui équipait la Peugeot 207 est disponible, une version e-HDi est également lancée.
- Lancement du 1.6 e-HDi 115.

### 2013
Essence
- Maintien de toutes les motorisations existantes.

Diesel
- Maintien de toutes les motorisations existantes.

### 2014
Apparition de la version 208 Like.
Essence
- Maintien de toutes les motorisations existantes.
- Apparition de la version GTi by Peugeot Sport équipée du 1.6 THP 208.

Diesel
- Maintien de toutes les motorisations existantes.
- Apparition du 1.6 BlueHDi 120 (en remplacement à terme du 1.6 e-HDi 115).

### 2015

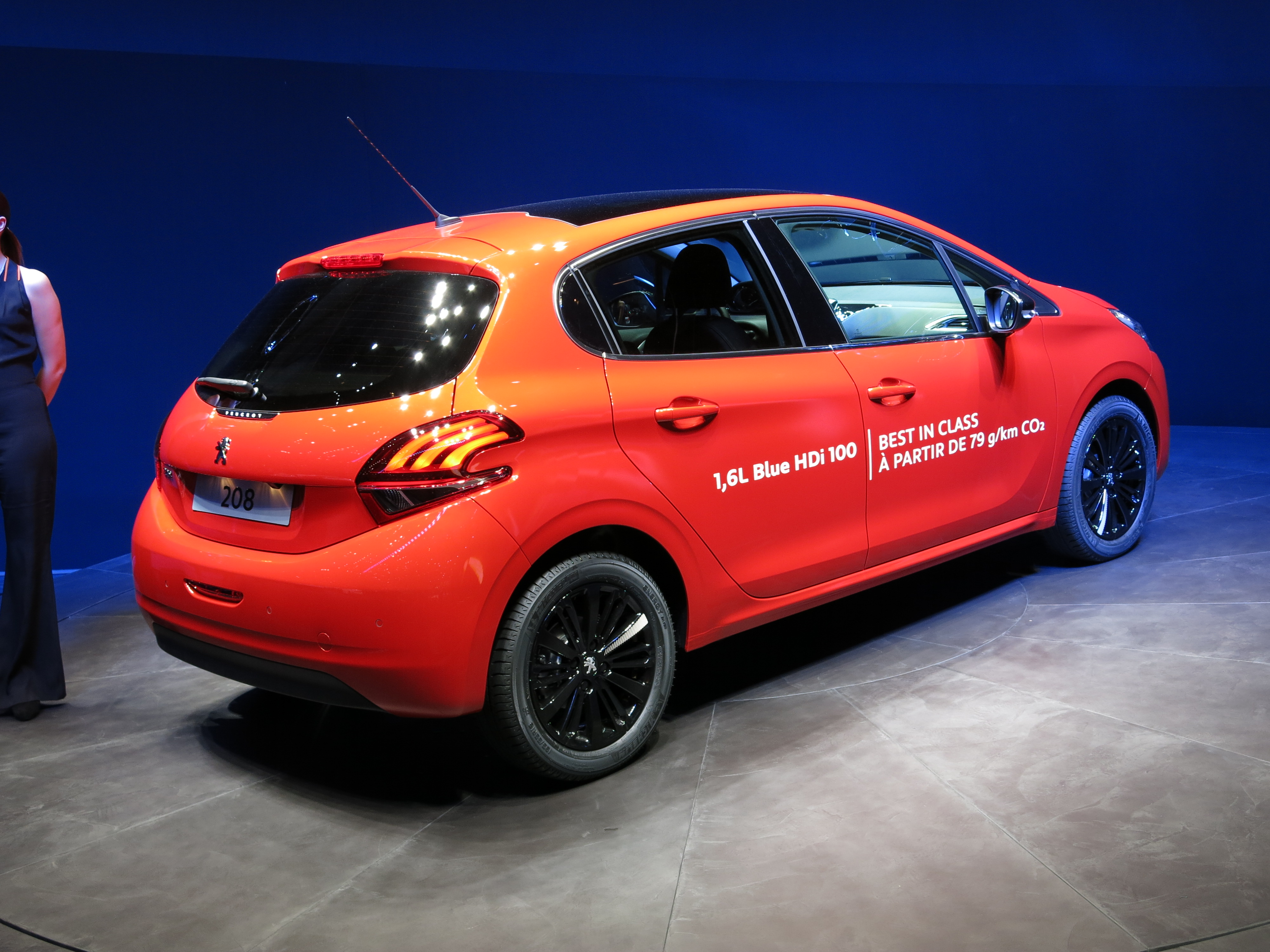
Peugeot 208 phase 2

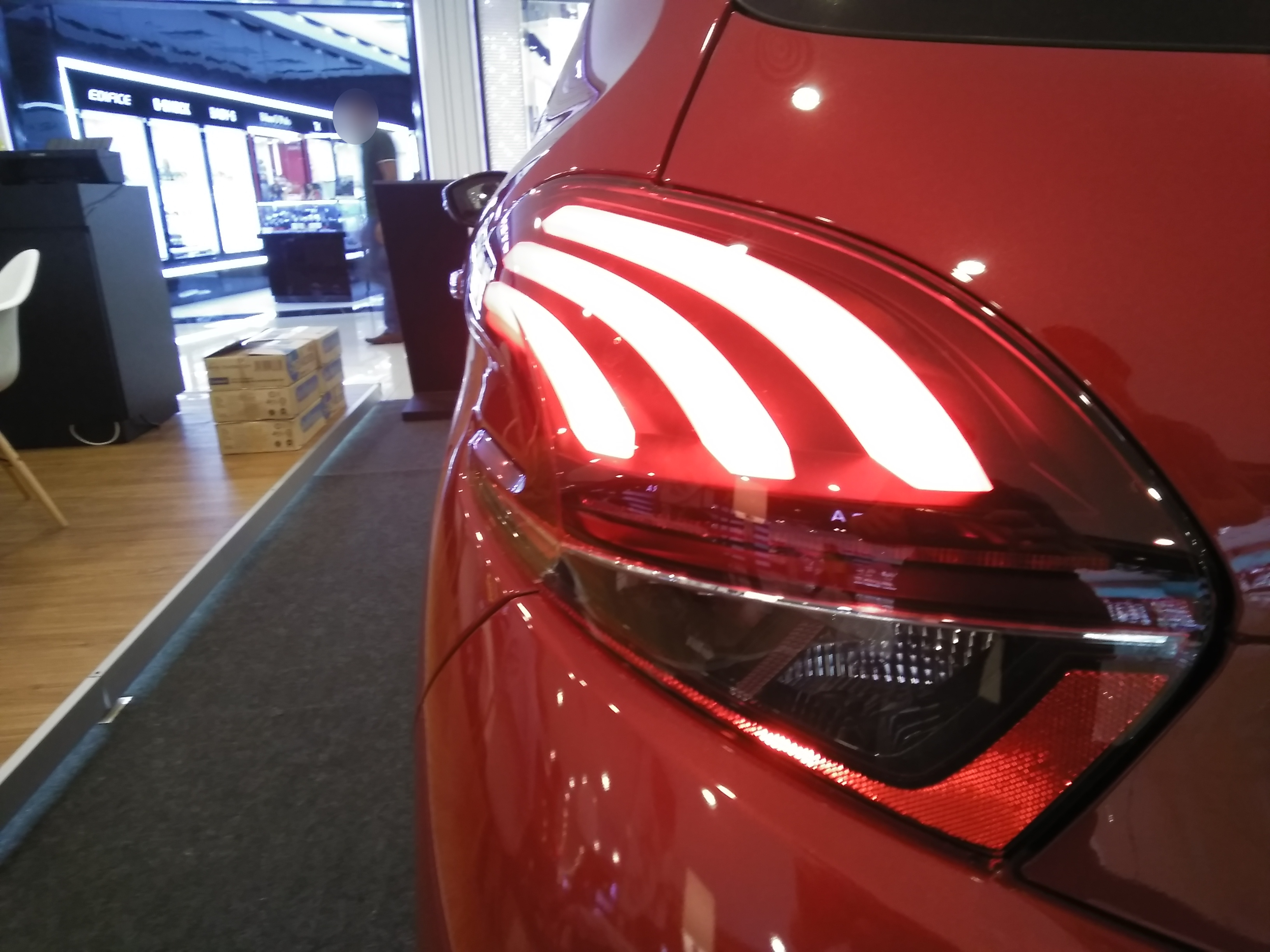
signature Peugeot des feux sur phase 2

En 2015, la 208 est restylée (nouveaux feux, nouveaux boucliers) et les mécaniques sont pour la plupart revues.
Essence
- Maintien du 1.0 PureTech 68.
- Maintien du 1.2 PureTech 82.
- Les 1.4 VTi 95 et 1.6 VTi 120 disponibles selon les marchés sont remplacés par le 1.2 PureTech 110.
- Le 1.6 THP 155 est supprimé du catalogue.
- Apparition du 1.6 THP 165 (certains marchés uniquement).
- Le 1.6 THP 208 venu épauler le 1.6 THP 200 depuis 1 an, le remplace définitivement.

Diesel
- Le 1.4 HDi 68 est remplacé par le 1.6 BlueHDi 75.
- Le 1.6 HDi 92 est remplacé par le 1.6 BlueHDi 100.
- Disparition du 1.6 e-HDi 115.
- Maintien du 1.6 BlueHDi 120.

### 2016
Essence
- Le 1.0 PureTech 68 est remplacé par le 1.2 PureTech 68.
- Maintien du 1.2 PureTech 82/110.
- Apparition de la version GT équipée du 1.6 THP 165 sur le marché français.
- Maintien du 1.6 THP 208.

Diesel
- Maintien du 1.6 BlueHDi 75/100/120.

### 2017
Essence
- Maintien du 1.2 PureTech 68/82/110.
- Maintien du 1.6 THP 165/208.

Diesel
- Maintien du 1.6 BlueHDi 75/100/120.

### 2018
- Arrêt de production de la 3 portes

Essence
- Suppression du 1.2 PureTech 68
- Maintien du 1.2 PureTech 82/110
- Suppression du 1.6 THP 165
- Suppression du 1.6 THP 208

Diesel
- Suppression du 1.6 BlueHDi 75
- Remplacement du 1.6 BlueHDi 100 par le 1.5 BlueHDI 100
- Suppression du 1.6 BlueHDi 120

### 2019
- Présentation de la 208 II

Essence
- Maintien du 1.2 PureTech 82 BVM5
- Maintien du 1.2 PureTech 110 BVM6 / EAT6

Diesel
- Maintien du 1.5 BlueHDi 100 BVM6

## Finitions
La Peugeot 208 est proposée avec les finitions suivantes, :
- Access : version de base.

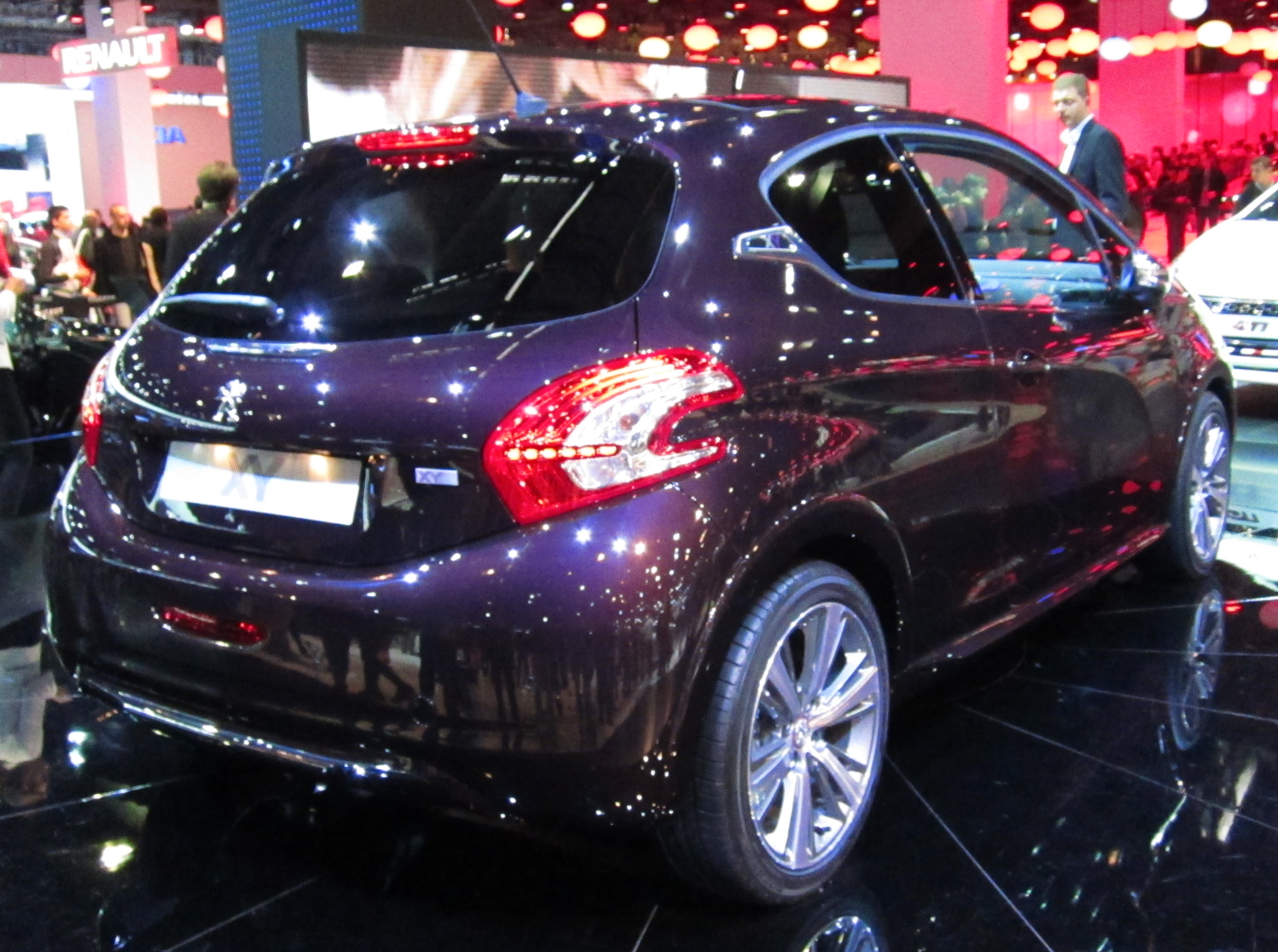
Peugeot 208 XY (coloris Purple Night).

- Like : inclut le régulateur/limiteur de vitesse et la climatisation manuelle.
- Active : intègre un écran tactile multifonctions et des feux diurnes avec signature à LED.
- Allure : comprend des projecteurs antibrouillards, radar de recul, la climatisation automatique, des phares à LED, l'allumage automatique des feux et des essuie-glaces, des jantes en aluminium et des vitres arrière surteintées.
- Féline : version haut de gamme avec toit panoramique vitré, GPS, vitres teintées, etc.
- XY : version haut de gamme à 3 portes, avec une décoration intérieure et extérieure spécifique, aide au stationnement, alarme, sièges chauffants, etc.
- GT Line : disponible en 3 ou 5 portes, avec des éléments distinctifs tels que la calandre « Equalizer » avec marquage 3D rouge, les enjoliveurs d’antibrouillards et coques de rétroviseurs en Noir Perla Nera, des roues en aluminium de 17 pouces Caesium diamantées, des contours de vitres latérales chromés, une canule d’échappement chromée, et des monogrammes GT Line sur la calandre, les ailes avant et le volet arrière. L'intérieur comprend des sièges sport mi-TEP PU noir/rouge, des surpiqûres rouges sur les sièges, accoudoirs de portes, le soufflet du pommeau de boîte de vitesses, le levier de frein à main en cuir (comme GTi), des crosses de portes noires brillantes avec liseré rouge (comme GTi), un volant sport en cuir avec méplat, surpiqûres rouges et insert en chrome satiné, des ceintures de sécurité noires avec liseré rouge (comme GTi), des seuils de portes Peugeot en aluminium et un pédalier en aluminium.
- Tech Vision : version spécifique pour le marché algérien, assemblée dans l'usine PSA d'Oran, équipée d'un moteur 1.6 HDi de 92 cv et basée sur la finition « Allure ».

Peugeot 208 phase 1 (2012-2015)
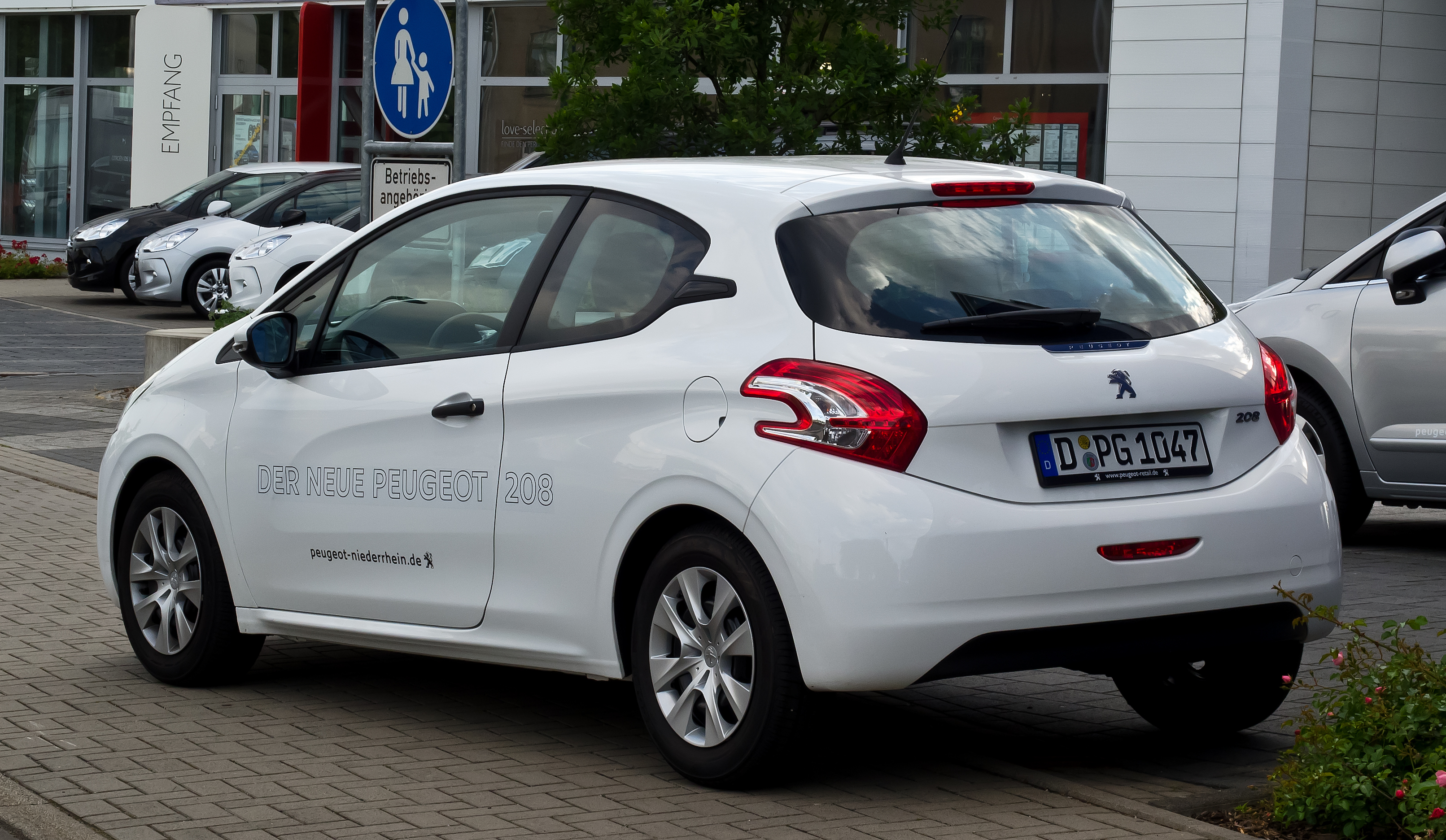
Peugeot 208 phase 1 (2012-2015)
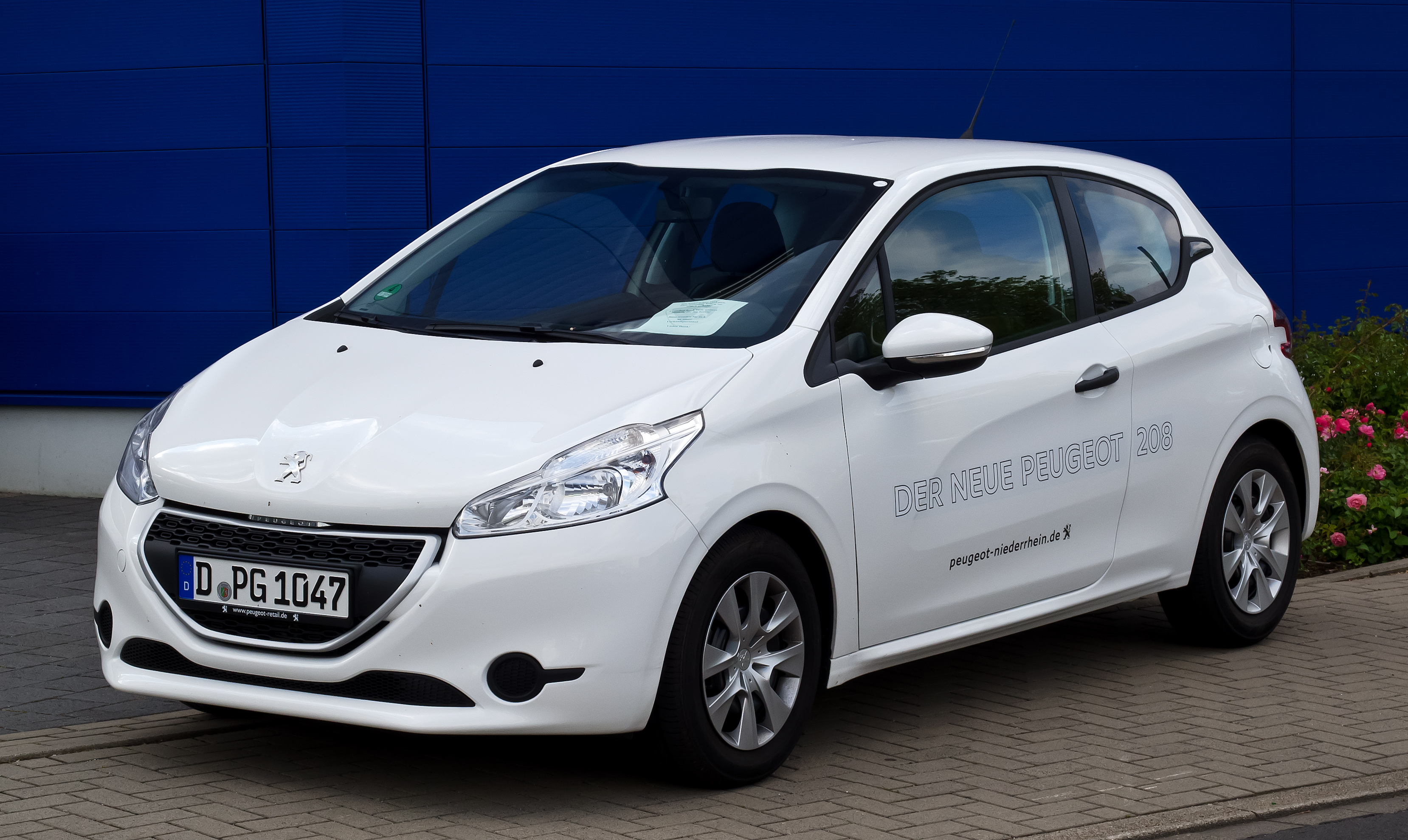
Peugeot 208 Access phase 1
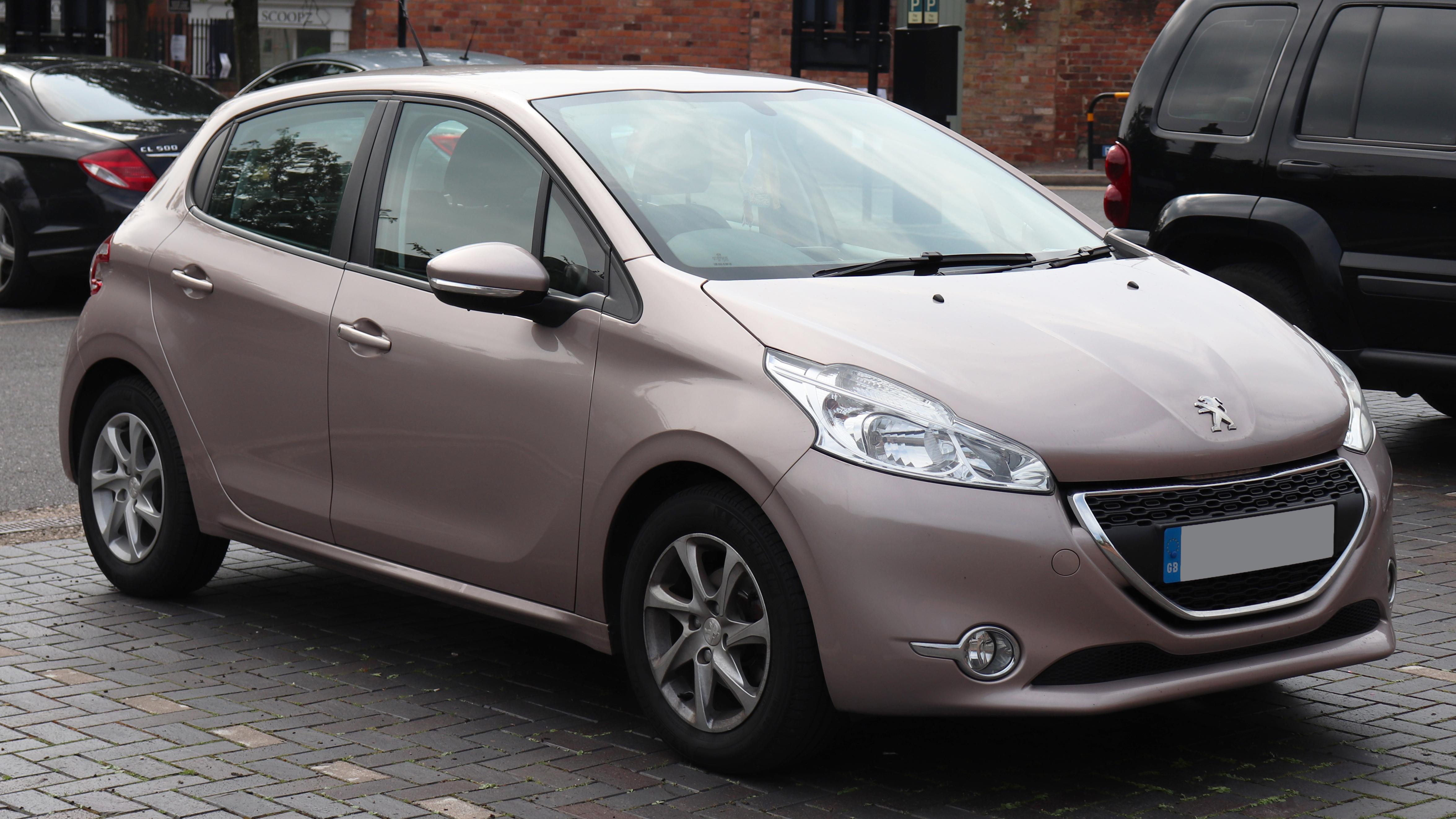
Peugeot 208 Access phase 1
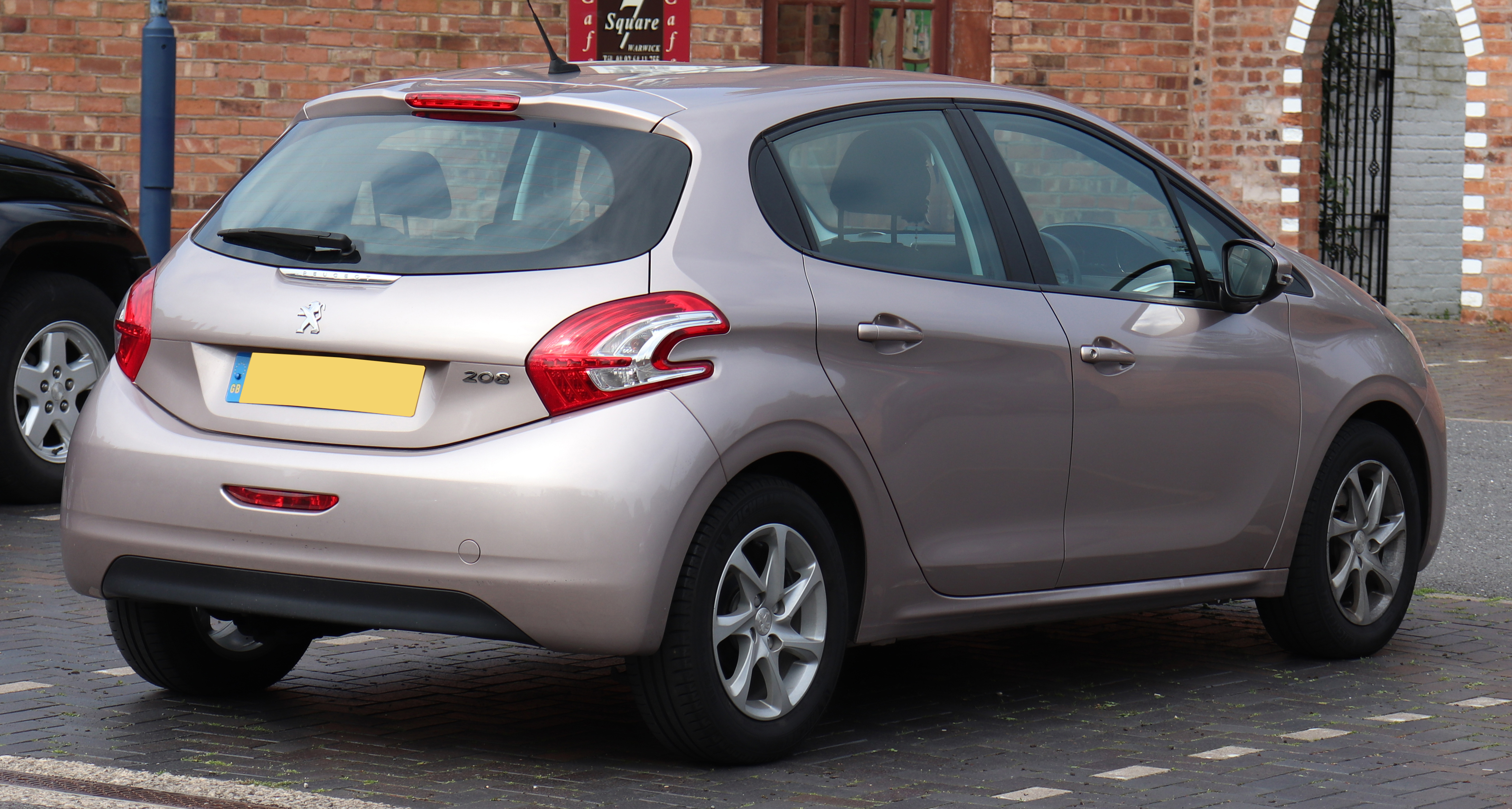
Peugeot 208 Active phase 1
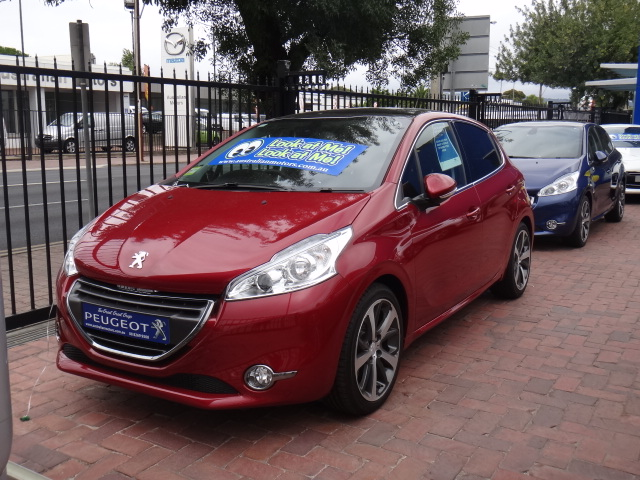
Peugeot 208 Active phase 1
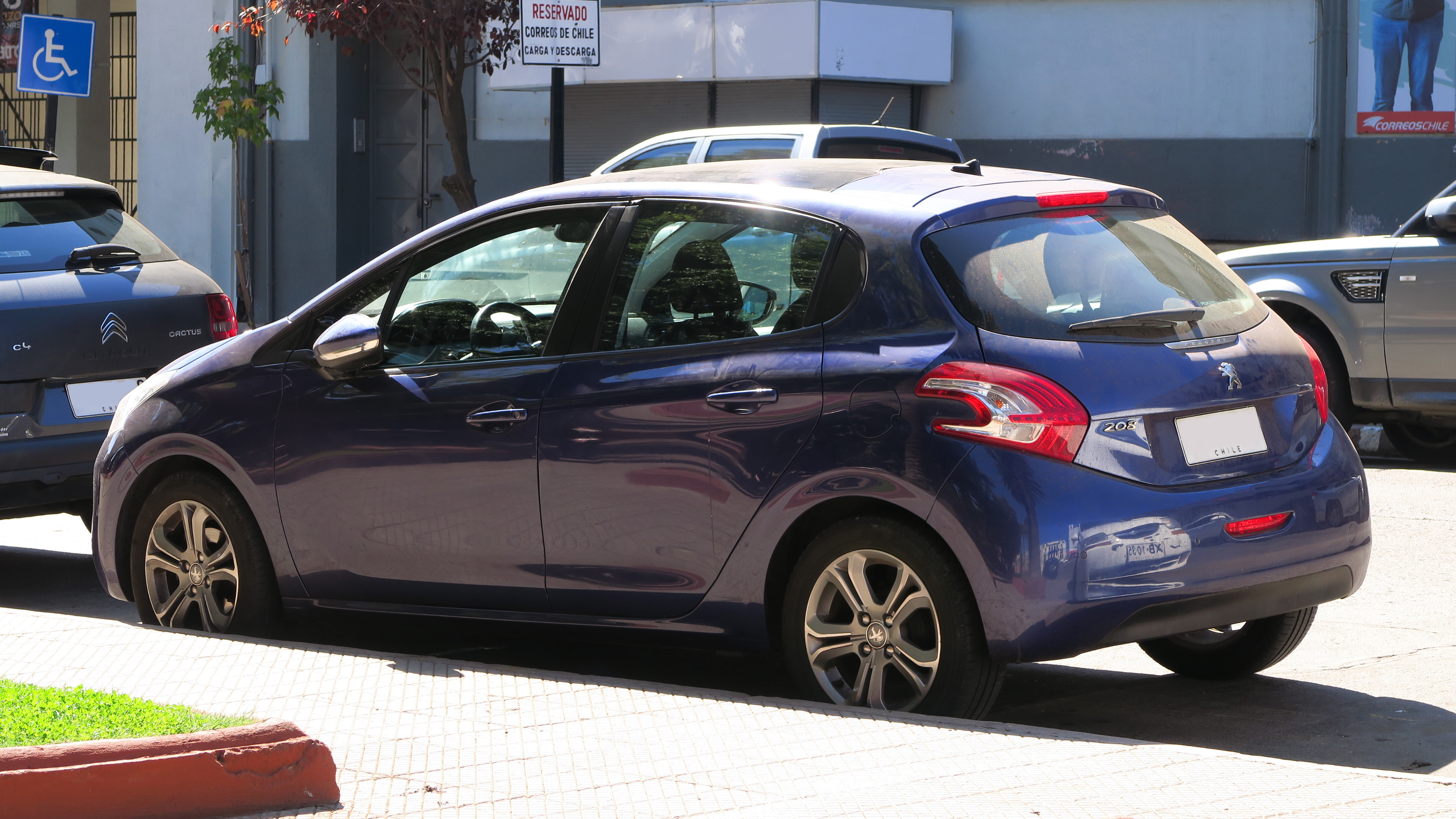
Peugeot 208 Allure phase 1
- Peugeot 208 Allure phase 1

## Séries limitées
Outre les finitions génériques, la 208 s'est vue adjoindre différentes séries limitées :

### Ice Velvet
Version 3 portes très haut de gamme lancée en janvier 2012 construite à 650 exemplaires pour 18 pays européens.

### Envy
Basée sur la finition « Active » avec de nombreux équipements de confort et le moteur 1.4 VTi de 95 ch, lancée en juin 2012 aux Pays-Bas.

### Griffe
Basée sur la finition « Allure » en 5 portes avec le moteur 1.4 VTi de 95ch, lancée en juillet 2012 aux Pays-Bas et construite à 280 exemplaires.

### Limited Edition
Basée sur la 208 GTi avec peinture extérieure spécifique. Construite à 54 exemplaires (25 pour la France et 29 pour le Royaume-Uni) commercialisés fin septembre 2012.

### Premier
Version haut de gamme 5 portes, peinture extérieure et décoration spécifique. Présentée en octobre 2012 et construite à 516 exemplaires (208 pour le Brésil et 208 pour le Chili).

### Intuitive
Première 208 à disposer du système d'aide au stationnement (park Assist). Série lancée en novembre 2012 en France et construite à environ 2 000 exemplaires pour plusieurs pays européens.

### Ligne S
Basée sur la finition « Allure » en 3 portes, extérieur gris aluminium, décoration spécifique et moteur 1.2 VTi de 82ch. Lancée en novembre 2012 en France, et construite à 420 exemplaires.

### Street
Basée sur la finition « Allure » en 5 portes, extérieur noir, décoration spécifique et moteur 1.2 VTi de 82ch. Lancée en novembre 2012 en France, et construite à 420 exemplaires.

### Fennec
Basée sur la finition « Active » en 5 portes, avec le moteur diesel 1.6 HDi de 92ch et le maillot officiel de l'équipe nationale algérienne de football. Lancée en janvier 2013 et construite à moins de 1 000 exemplaires pour l'Algérie.

### Urban Soul
Basée sur la finition « Active » en 5 portes, décoration intérieure spécifique et divers équipements de série (pack Urbain). Lancée en mars 2013 en France.

### Style
Basée sur la finition « Active » en 5 portes, intérieur de la finition « Allure » avec volant et levier de vitesse chromés, volant cuir ; à l'extérieur, jantes alu 16 pouces, vitres arrière sur-teintées, coques de rétroviseurs chromées et badge Style sur les ailes avant. Lancée en mars 2014 (moteurs: 1.2 VTi 82 ch et le 1.6 HDi 92 ch) et relancée en décembre 2015.

### Roland Garros

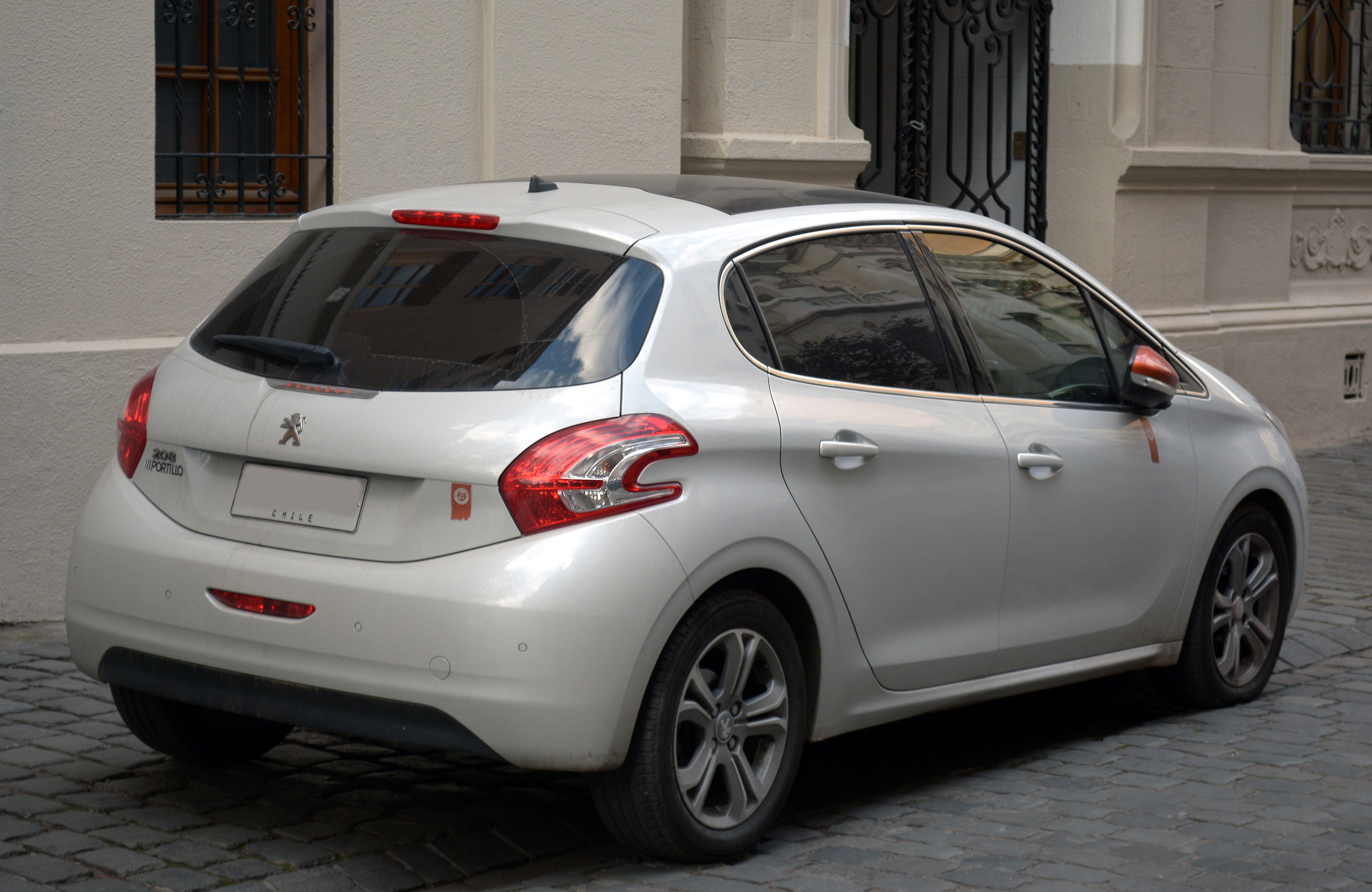
208 Roland Garros

Basée sur la finition haut de gamme « Féline » en 5 portes, cette série limitée reçoit des stickers latéraux ainsi que des coques de rétroviseurs orange. Les cabochons de roues deviennent aussi orange tout comme les ceintures. Les tapis de sol sont siglés « Roland Garros » et le volant reçoit des surpiqures orange. Par rapport à la Féline, elle y ajoute des sièges avant sport chauffants, un cuir bi-ton spécifique, une roue de secours mais perd les jantes 17" au profit de 16".

### Tech Edition
Basée sur les finitions « Allure » et « GT Line » en 5 portes, avec les moteurs essence Puretech 82 et 110 ch (disponible avec les boîtes mécanique et automatique EAT6). Jantes de 16 pouces Titane diamantées avec finition noir vernis mat, caméra de recul avec Park Assist, Active City Brake, navigation 3D Peugeot Connect, poignées de portes brillantes.

### Signature
Basée sur la finition « Active », vitres avant et arrière électriques, enjoliveurs spécifiques, calandre chromée, sellerie en tissu avec surpiqûres bleues.

## Versions sportives

### Peugeot 208 GTi
La 208 GTi est commercialisée début 2013, après une présentation au Mondial de l'automobile de Paris 2012. La 208 GTi est alimentée par le 4-cylindres 1,6 litre turbo de 200 ch de la Peugeot RCZ. La filiation avec la célèbre 205 GTi se retrouve dans les moindres détails, à l’image du lettrage du logo GTi intégré dans les custodes, des canules d’échappement, des sièges d’époque en cuir ou des liserés sur les jantes en alliage.
Une série limitée « 30th by Peugeot Sport » est lancée pour les 30 ans de la 205 GTi sortie en 1984. Dotée d'un moteur de 208 ch, l'auto est passée entre les mains des équipes Peugeot Sport, la division sportive et de compétition de la marque. Les améliorations apportées par rapport à la 208 GTi normale touchent les trains roulants, la direction, l'amortissement, et les freins. La boîte de vitesses est reprise de la RCZ R et les rapports de boîtes sont raccourcis. Le train avant reçoit un autobloquant mécanique de type Torsen. Le freinage est assuré par des disques de 323 mm à l'avant pincés par des étriers fixes à 4 pistons Brembo. La voiture a été présentée au festival de vitesse de Goodwood 2014. Sa commercialisation débute en novembre suivant à partir de 28 900 €, soit 3 800 € de plus qu'une GTi normale.  
Elle est sacrée « Meilleure citadine sportive » par le magazine Auto Moto, lors d'un essai comparatif avec plusieurs autres citadines sportives.
En 2018, avec l'arrivée du nouveau cycle de mesure des consommations WLTP, Peugeot met fin à la production de la GTi, celle-ci n'étant pas homologable sans de lourds investissements.

Peugeot 208 GTi et GTi by Peugeot Sport
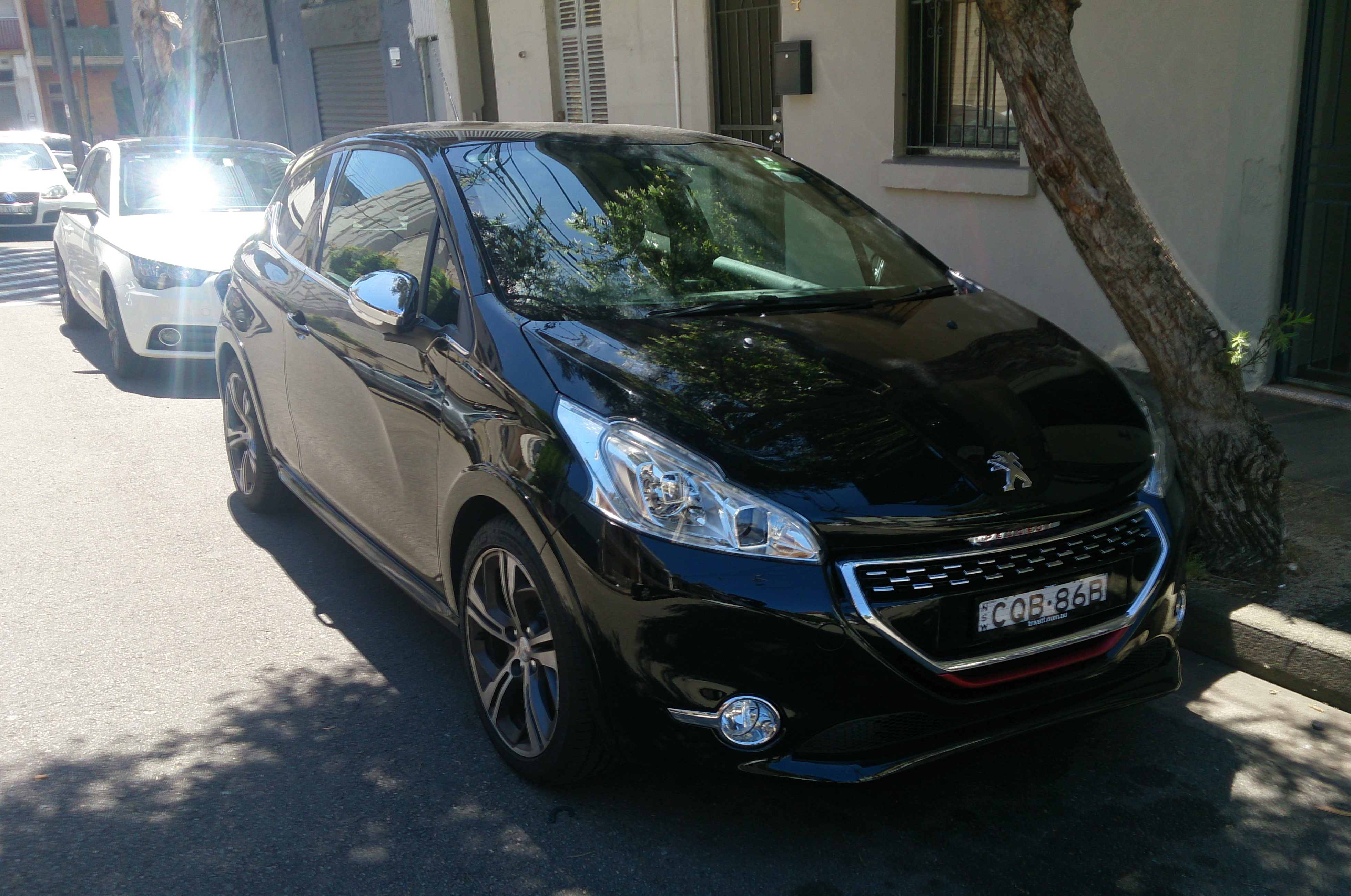
Peugeot 208 GTi phase 1
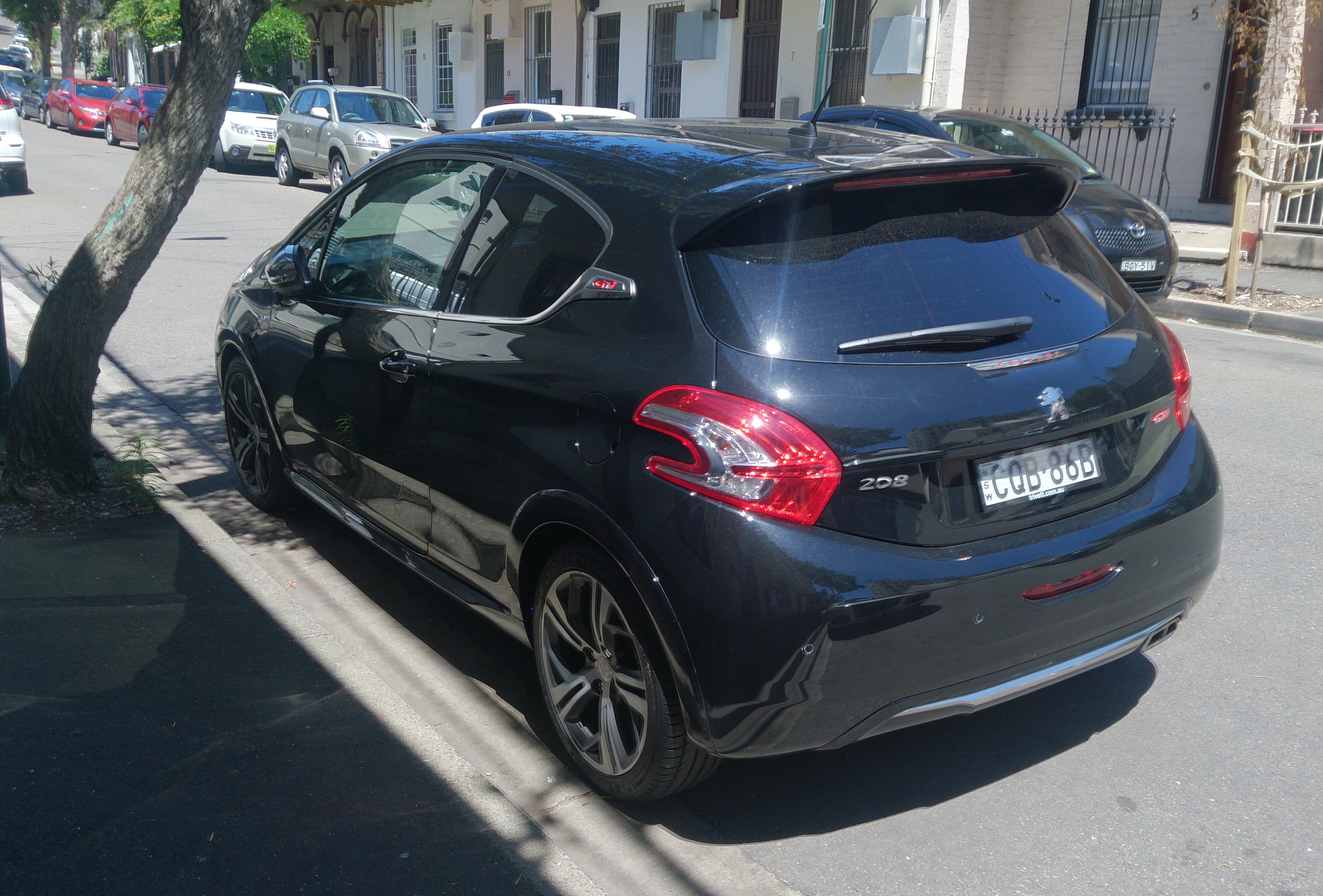
Peugeot 208 GTi phase 1
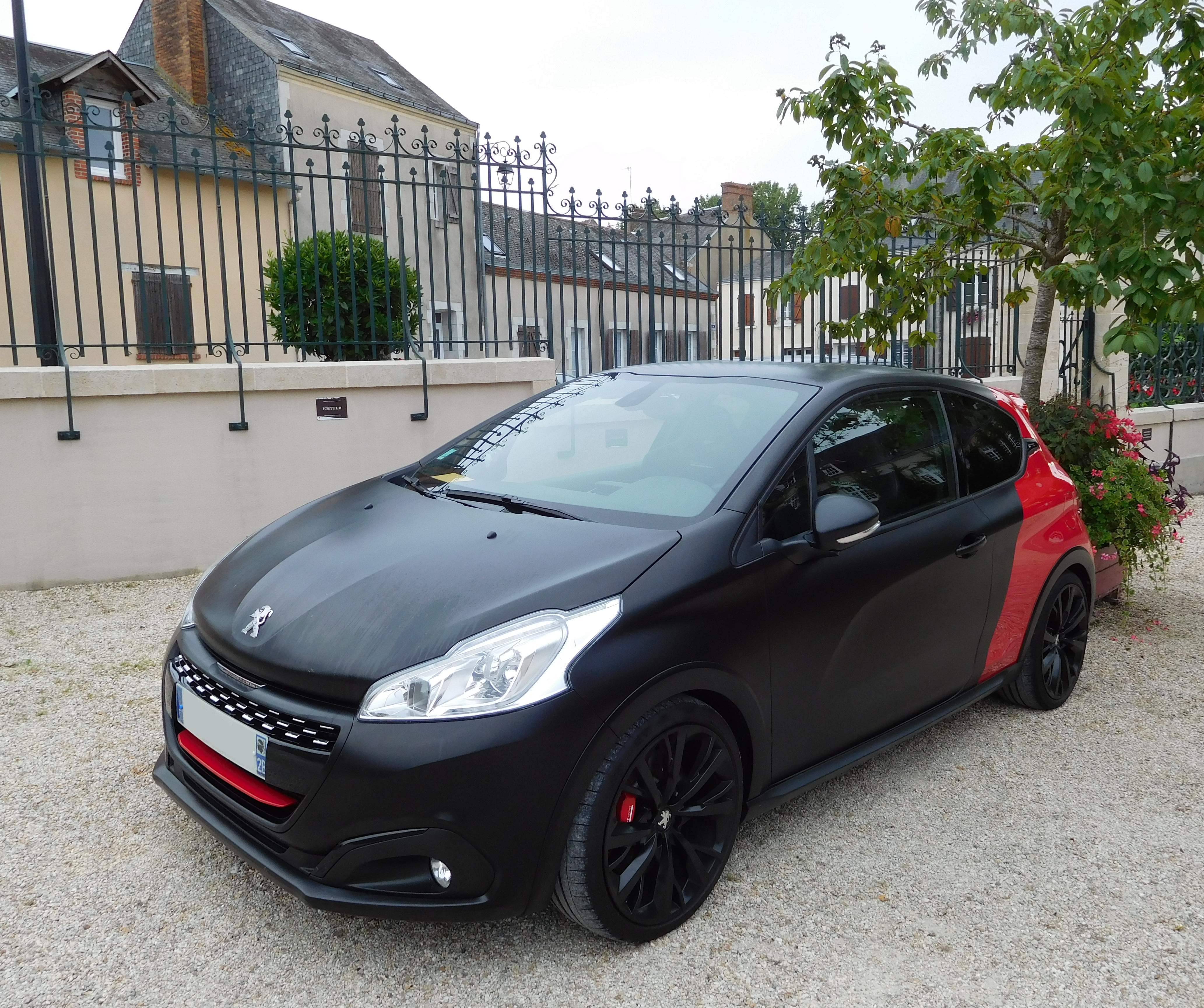
Peugeot 208 GTi by Peugeot Sport phase 2
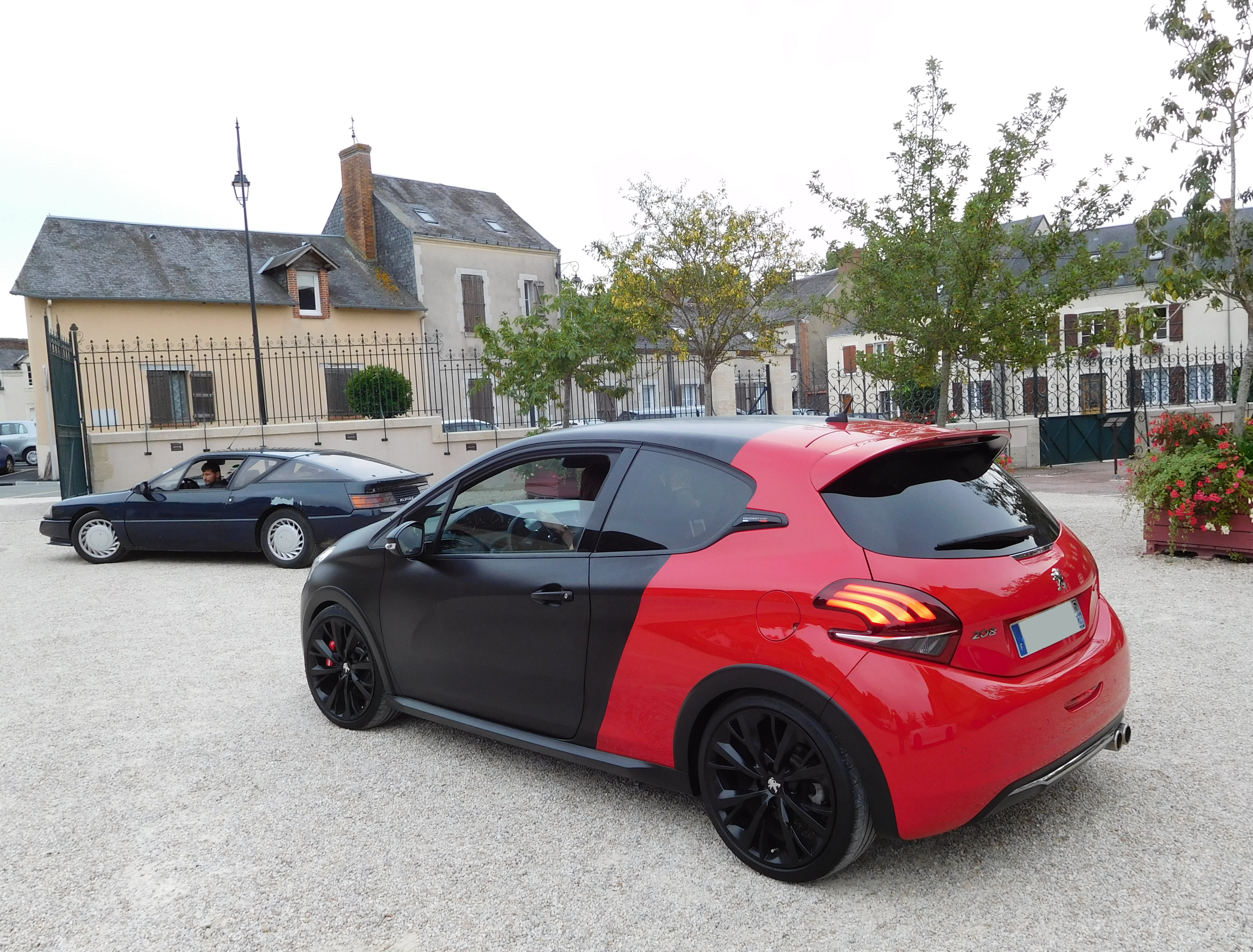
Peugeot 208 GTi by Peugeot Sport phase 2

| Peugeot 208 GTi                                      | 1.6 THP 200                          | 1.6 e-THP 208                        |
| ---------------------------------------------------- | ------------------------------------ | ------------------------------------ |
| Type                                                 | 4-cylindres en ligne 16s transversal | 4-cylindres en ligne 16s transversal |
| Cylindrée (cm³)                                      | 1598                                 | 1598                                 |
| Appellation technique                                | EP6CDTX                              | EP6FDTX                              |
| Puissance maximale (ch)                              | 200                                  | 208                                  |
| au régime de (tr/min)                                | 6000                                 | 6000                                 |
| Couple maximal (N m)                                 | 275                                  | 300                                  |
| au régime de (tr/min)                                | 1750                                 | 1750                                 |
| Boîte de vitesses                                    | Manuelle à 6 rapports                | Manuelle à 6 rapports                |
| Transmission                                         | aux roues avant                      | aux roues avant                      |
| 0 à 100 km/h (s)                                     | 6,8                                  | 6,5                                  |
| Vitesse maximale (km/h)                              | 230                                  | 230                                  |
| Consommations (l/100 km) Extra-urbaine/urbaine/mixte | 5,9                                  | 5,4                                  |
| Émissions de CO2 (g/km)                              | 139                                  | 125                                  |
| Norme                                                | Euro 5                               | Euro 6                               |
| Années de production                                 | 2012 - 2014                          | 2014 - 2018                          |

## Projet avorté
En mars 2024, le musée Peugeot de Sochaux révèle un prototype portant le nom de code A97, qui est le projet avorté d'une déclinaison cabriolet de la 208, qui devait remplacer la 207 CC. 
Ce dérivé à quatre places devait être doté d'une capote souple et d'une lunette arrière en verre avec un double bossage. Le projet est dans un premier temps validé par PSA, mais il est finalement annulé pour des raisons de coûts, dans une période où les finances du groupe sont en difficultés. Cette annulation se fait au profit de la simple découvrable Citroën DS3 Cabrio, qui réclame à PSA un investissement de 50 millions d'euros, soit quatre fois moins que ce qu'aurait coûté l'industrialisation de la 208 cabriolet.

## Versions de compétition

### Peugeot 208 T16
Version sportive de la 208 dédiée aux rallyes régionaux et nationaux, cette 208 T16 a fait son apparition en rallye, courant juillet 2013. Elle est régulièrement utilisée par les pilotes officiels Peugeot en Championnat d'Europe des rallyes (ERC). Une version moins puissante a été développée, la Peugeot 208 R2.

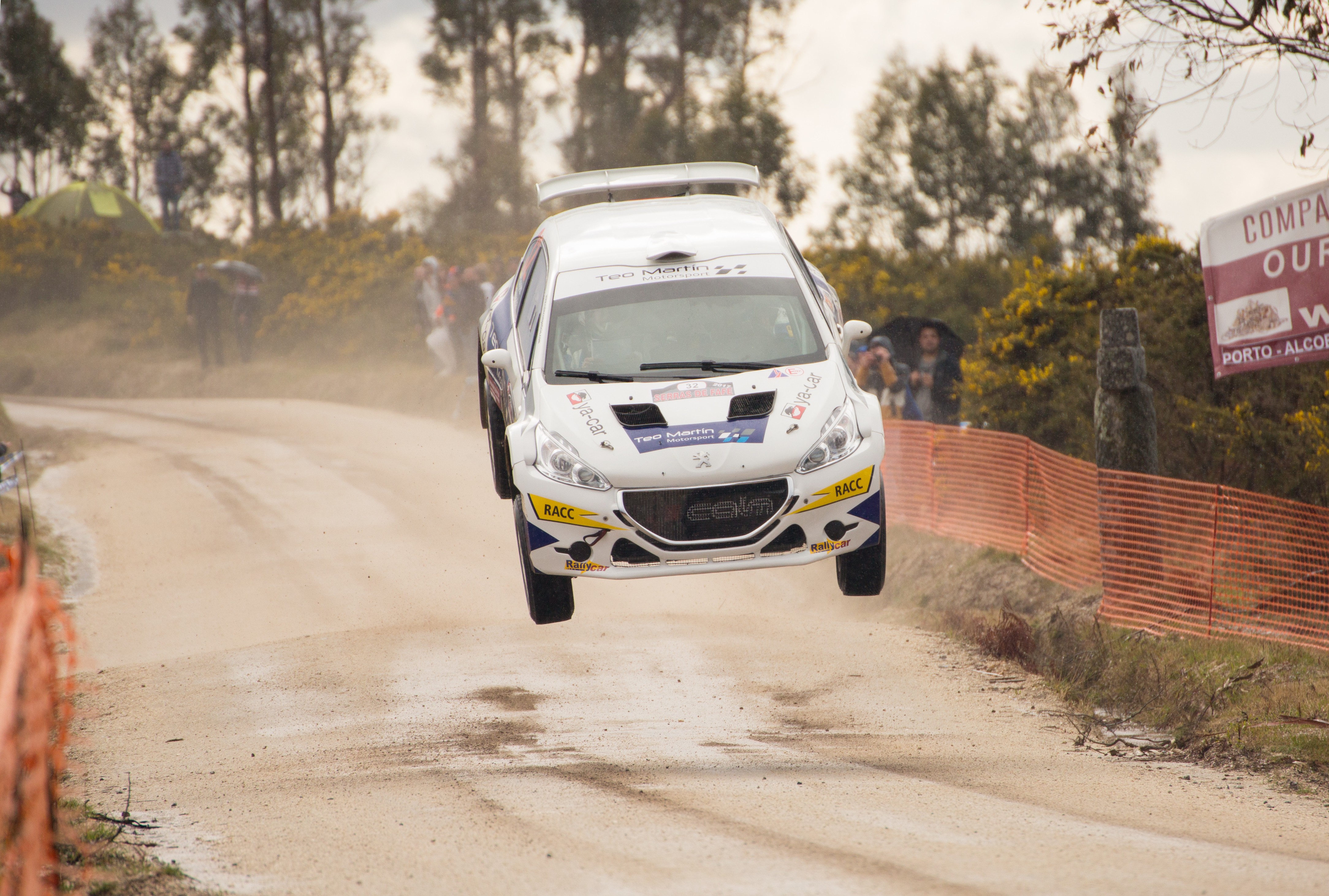
Une Peugeot 208 T16 bondissante conduite par Pepe Lopez au rallye Serras de Fafe 2017.

### Peugeot 208 WRX
Peugeot est officiellement engagé en championnat du monde de rallycross (World RX) depuis la création du championnat en 2014, avec l'équipe Hansen Motorsport. La 208 WRX est proche d'une voiture que l'on retrouve en championnat du monde des rallyes, mais le 2.0 L turbo, développé chez le préparateur français de moteurs de compétition Oreca, produit ici presque 600 chevaux et 860 N m de couple, conduisant à de très fortes accélérations. Les pilotes Peugeot de la saison 2014 sont le russe Timur Timerzyanov, et le suédois Timmy Hansen qui donne son nom à l'équipe (Team Peugeot-Hansen).
Peugeot remporte le titre constructeur en 2015, avec une voiture modifiée par rapport à la version 2014 (notamment via le remplacement des trains roulants de 208 T16 par des trains roulants spécifiques) avec Timmy Hansen et le français Davy Jeanney. Le 29 février 2016, à quelques jours de l'ouverture du Salon de Genève, Peugeot annonce l'arrivée de Sébastien Loeb dans l'équipe. La version 2017 arbore un nouveau package aérodynamique plus évolué que les modèles des années précédentes. Peugeot s'engage officiellement dès 2018 en tant qu'équipe usine et aligne des 208 WRX entièrement conçus par Peugeot Sport.
Depuis 2014, une version de 550 ch appelée 208 I RX est engagée en catégorie Supercar du championnat de France de Rallycross. Sur les 6 dernières saisons, 5 ont été remportées par des 208 RX, avec au volant Fabien Pailler ou Samuel Peu.

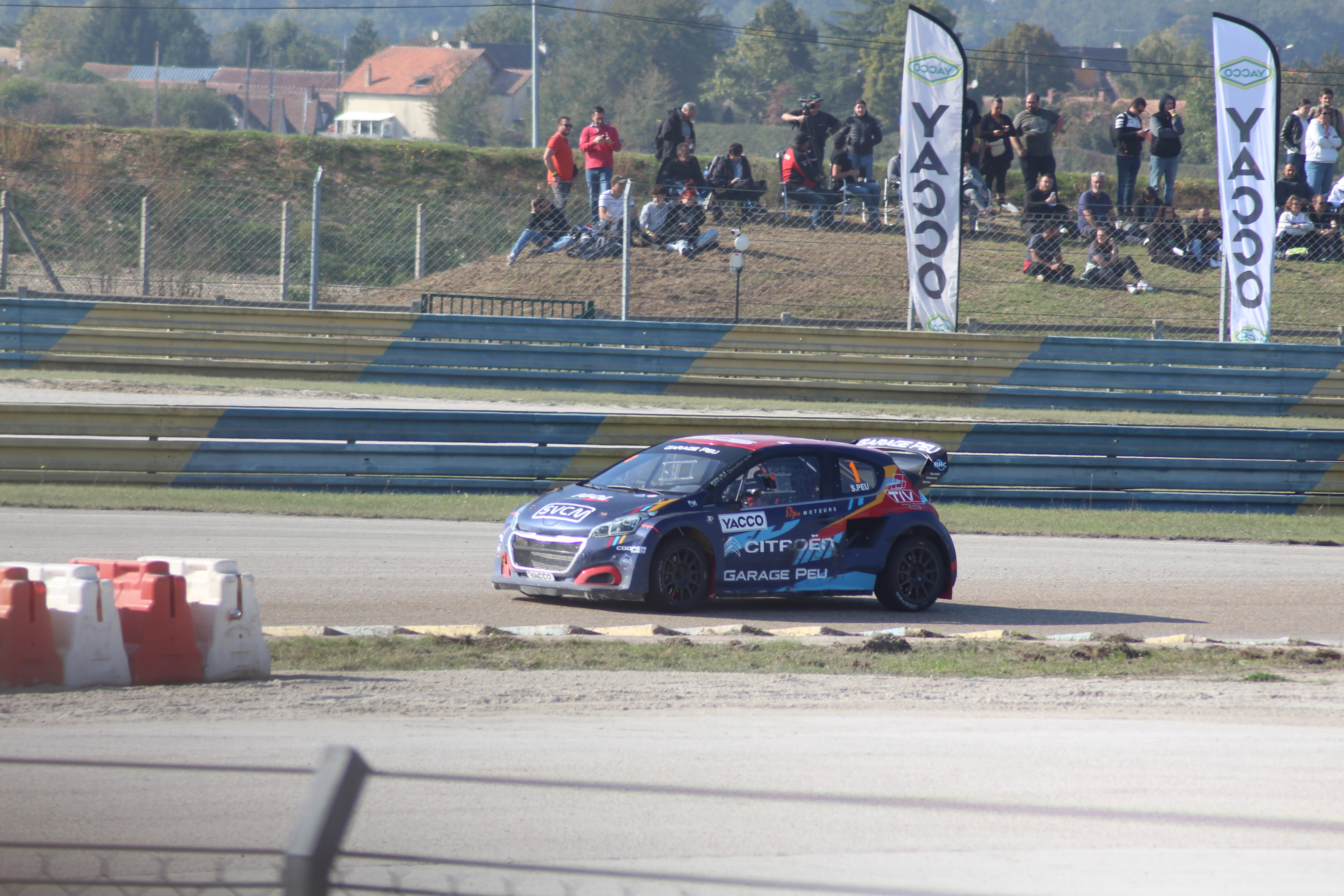
Peugeot 208 RX de Samuel Peu lors de l'épreuve de Rallycross de Dreux 2021.

### Peugeot 208 T16 Pikes Peak
Il s'agit d'une version de la 208 spécialement préparée pour la course de côte de Pikes Peak International Hill Climb, aux États-Unis. Sébastien Loeb l'utilise le 30 juin 2013 pour établir un nouveau record de l'ascension en 8 min 13 s 878, améliorant le record établi l'année précédente par le Néo-Zélandais Rhys Millen d'une minute et trente trois secondes (attention toutefois, il s'agit de la première édition sur route totalement asphaltée et par temps sec). La 208 T16 Pikes Peak devient ainsi le premier véhicule à terminer le parcours dans un temps inférieur à 9 minutes,.
Construite avec de nombreuses pièces issues des différents projets d'endurance de Peugeot – dont les 908 HDi FAP, 908 et Pescarolo Peugeot – cette 208 est très éloignée du modèle de série. Avec son moteur de 3,2 L bi-turbo issu des Courage - Peugeot Pescarolo ayant couru entre 2000 et 2003, ses trains roulants de 908, son aileron arrière de 908 HDi FAP, ses pneus Michelin en 31/71/18 (tirés de l'endurance).
Bien que T16 signifie « Turbo 16 soupapes », ce n'est pas le cas du moteur de la 208 T16 Pikes Peak puisqu'il dispose de 24 soupapes (4 soupapes pour chacun de ses six cylindres). Son nom fait référence à ses illustres devancières 205 Turbo 16 et 405 Turbo 16.

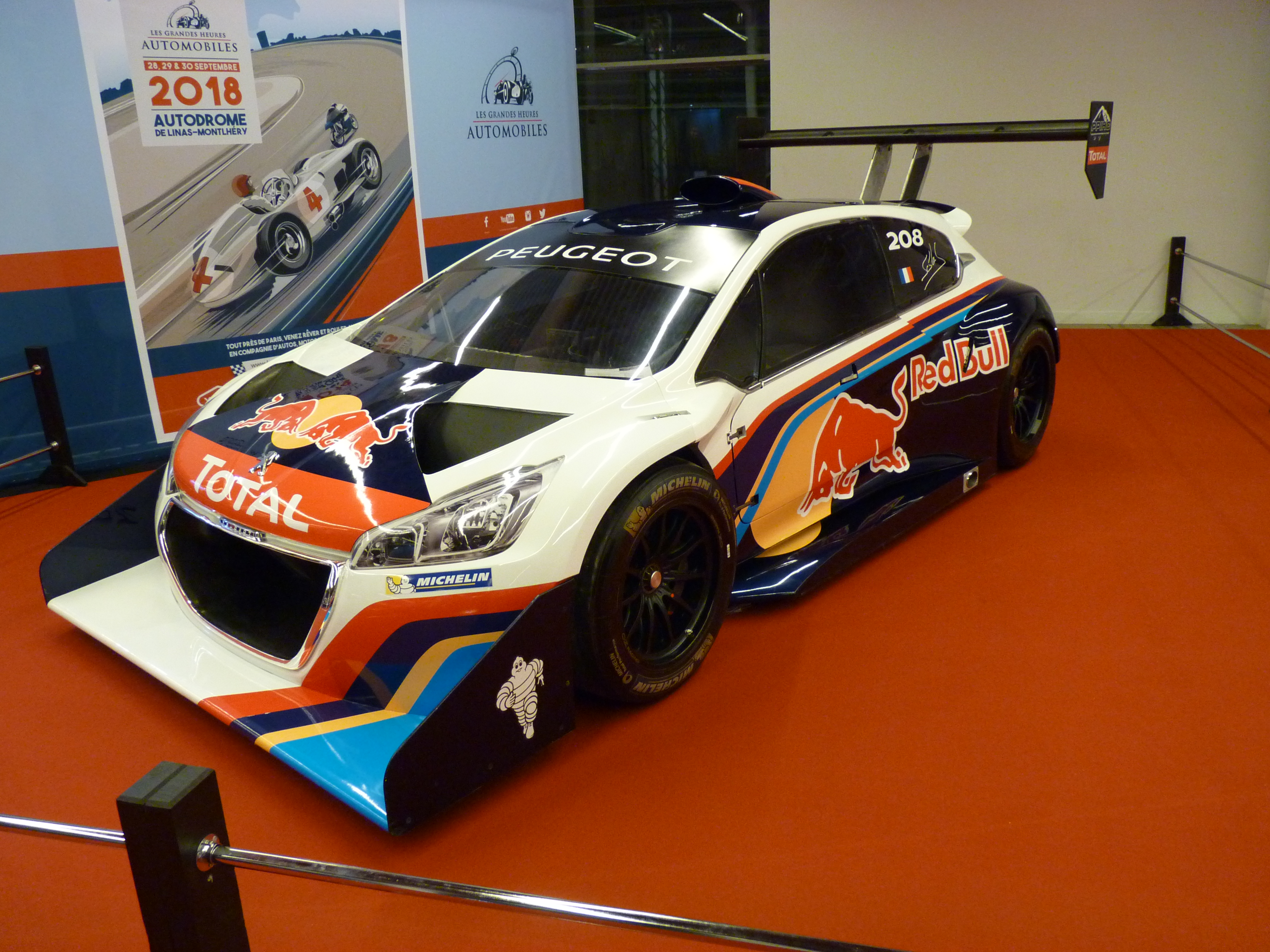
La Peugeot 208 T16 Pikes Peak LGHA vue de près.

## Récompenses
La 208 a remporté diverses récompenses au cours de sa carrière. Dès l'été 2012, lors du salon Automotive Interiors Expo de Stuttgart, son intérieur reçoit d'un jury international de journalistes automobile le titre de « Comfort Innovation of the Year » pour son interface tactile de 7 pouces.
Plus tard, le 26 janvier 2016, treize journalistes du magazine Kilomètres Entreprise gratifient sa version Blue HDi 100 du trophée « Voitures Business de l’Année » en catégorie « Polyvalentes Business 2016 ». Le mois suivant, la 208 reçoit encore le prix « Best Cars » de la meilleure citadine par un jury de lecteurs du magazine l’Automobile.